# Románia magyar emlékei, látnivalói

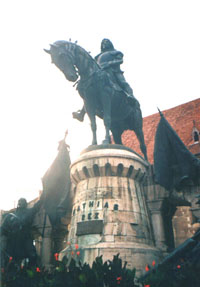
Mátyás király kolozsvári szobra

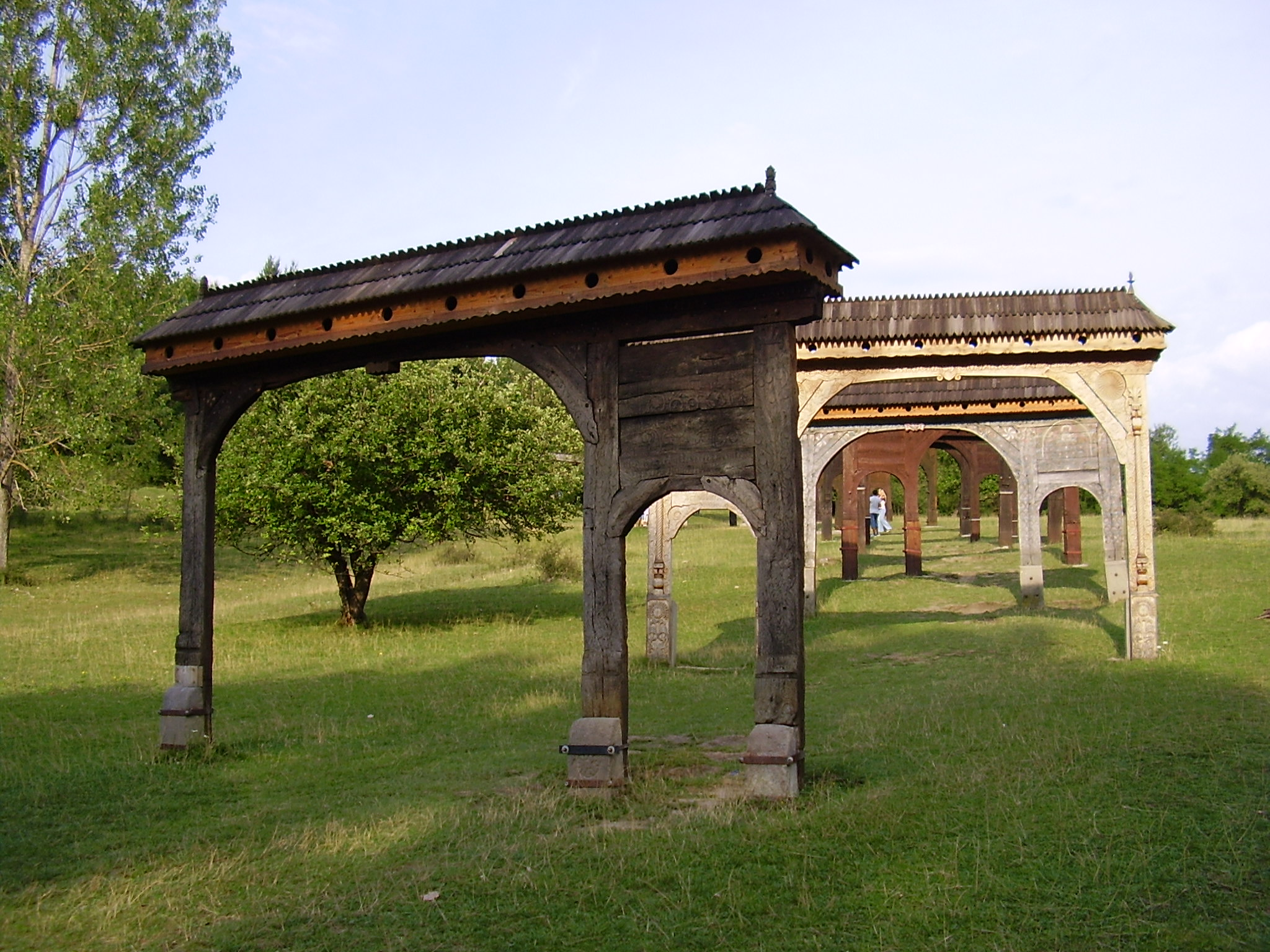
Szejkefürdő: székelykapuk

Ez a szócikk Románia legfontosabb magyar történelmi emlékeit, valamint a romániai magyarság kulturális életéhez, művészetéhez, néphagyományaihoz kötődő látnivalókat mutatja be régió és téma szerinti csoportosításban.
A román és szász emlékekről, illetve a természeti látnivalókról lásd a Románia turizmusa szócikket!

## Látnivalók régió szerint

### Történelmi Erdély

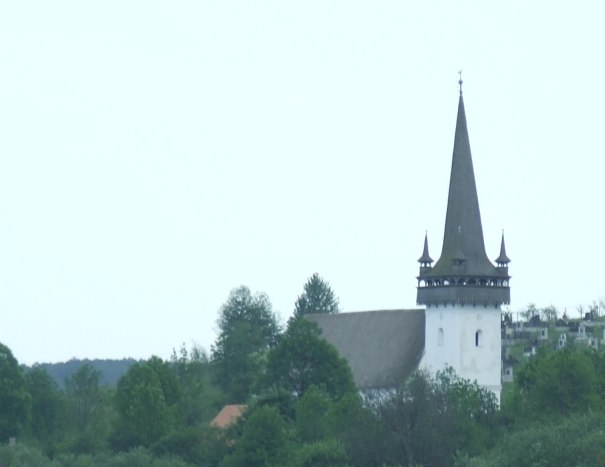
A körösfői református templom

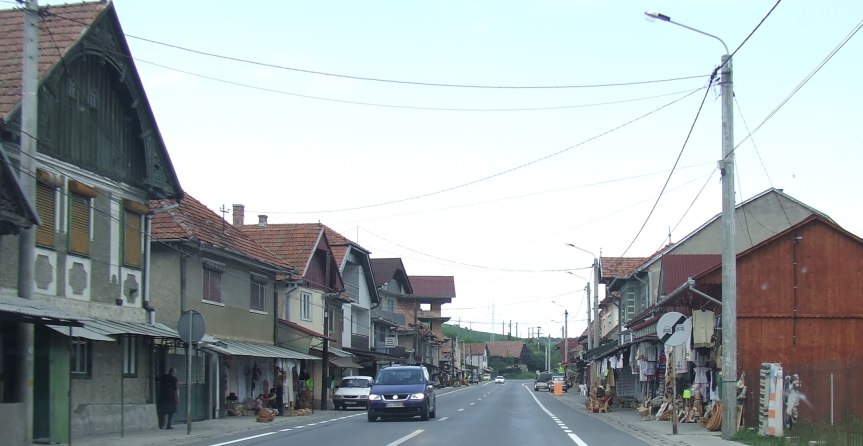
Népművészeti termékek utcai árusítása Körösfőn

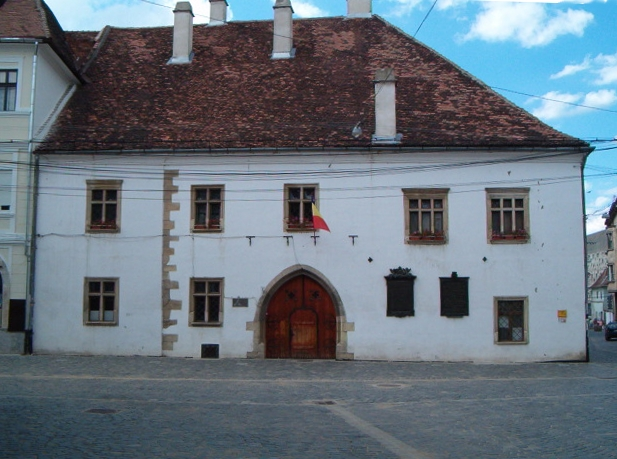
Kolozsvár: Mátyás király szülőháza

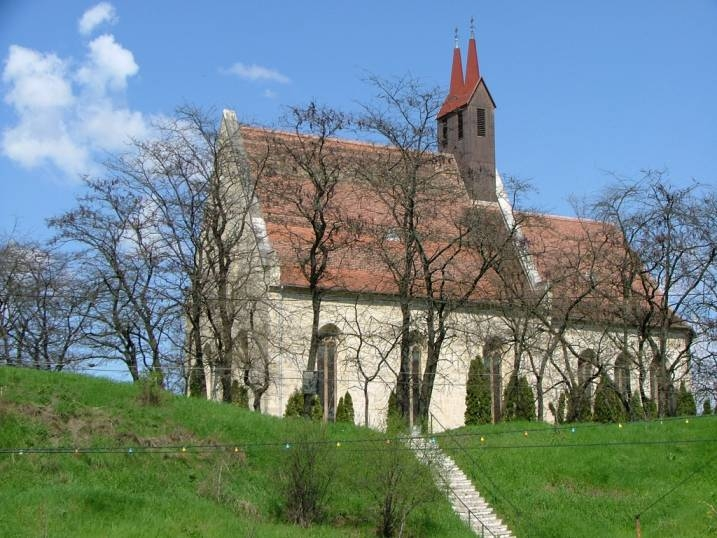
Kolozsmonostori apátság

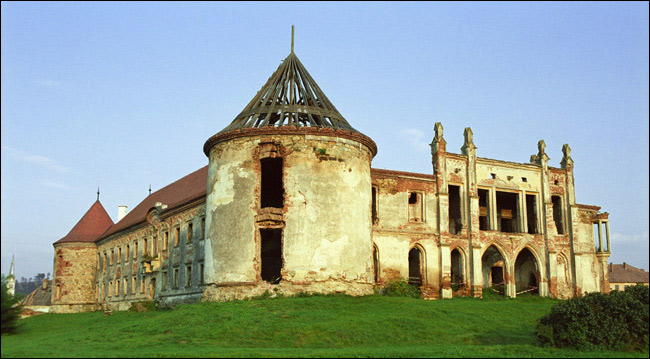
A bonchidai Bánffy-kastély romjai

#### Kolozs megye
Kalotaszeg
- Kalotaszegi templomok: Kalotaszeg templomai közé többségében református templomok tartoznak, amelyek szinte kivétel nélkül középkori építésű, főleg gótikus stílusú műemléképületek. Kalotaszeg a templomépítészet szempontjából az egyik legegységesebb arculatú magyar tájegység. A templomokhoz jellemzően négy fiatornyos torony tartozik. A templomok belsejét igen gazdagon díszített. Jellemző a 17-18. századi festett fakazettás mennyezet. A templomokban gyakran találunk díszesen faragott festett szószéket. A templommennyezet közepéről függő lámpát gallyakkal, virágfüzérekkel díszítik. A templomok kincsei közé tartoznak a régi kalotaszegi varrottasok. A leghíresebb kalotaszegi templomok közé tartozik a bánffyhunyadi, kalotadámosi, kalotaszentkirályi, körösfői, magyarbikali, magyargyerőmonostori, magyarvalkói és magyarvistai templom
- Kalotaszegi várak: almási vár, Egeres vára, gyalui vár, Léta vára, Sebesvár vára, szászfenesi Leányvár, magyarbikali Farkasvár, Bedecs vára, Varjúvár
- Bánffyhunyad: református templom, néprajzi múzeum, minden kedden hetivásár
- Bogártelke: református templom, népi lakóházak eredeti tisztaszobával, élő népviselet
- Egeresen található Bocskai István síremléke és a Bocskai-vár romjai
- Erdőfelek: Malom völgyi gömbkövek
- Györgyfalva: népviselet (Szent Márton nap, Nagypéntek, Szent György nap)
- Inaktelke: népi lakóházak eredeti tisztaszobával, tájház
- Kalotaszentkirály: református templom, Ady-emlékmű, tájház, a falusi vendéglátás központja, Nemzetközi kalotaszegi népzene- és néptánctábor minden év augusztus első hetében
- Körösfői református templom, állandó népművészeti kirakodóvásár a házak előtt
- Magyargyerőmonostoron található Kalotaszeg legrégibb temploma, Debreczeni Márton tájház
- Magyarvista: református templom, népviselet, temető
- Mákófalva: népi lakóházak eredeti tisztaszobával, Kovács Pali Ferenc bútorfestő műhelye
- Méra: református templom, tájház, hagyományőrző tevékenységek, Kós Károly által tervezett tejcsarnok
- Nyárszó: népi lakóházak és kapuk
- Sztána: Kós Károly egykori lakhelye a Varjúvár
- Türe: 18. századi Bánffy-kúria, református templom, mellette római emlékkő és régi sírkövek

Kolozsvár és környéke
- Szent Mihály-templom Erdély egyik fő kultikus helye, számos nagy történelmi esemény helyszíne.
- Mátyás király szülőháza
- Mátyás király emlékműve, Fadrusz János műve, az egyik legszebb magyar lovasszobor.
- A gótikus stílusban épült Farkas utcai református templom, előtte a Kolozsvári testvérek Szent György lovasszobrának másolata, mellette a 450 éves Református kollégium
- Az 1774-1775 között épült Bánffy-palota az erdélyi barokk építészet egyik legjelentősebb műemléke, jelenleg Szépművészeti Múzeum.
- A Házsongárdi temetőben nyugszanak az erdélyi magyar közélet és művészet nagyjai.
- A piarista templom őrzi a Szűzanya kegyképét.
- A középkori vár egyik bástyája, a Szabók bástyája ma is áll.
- A klasszikus stílusban épült alsóvárosi református templom, ismert nevén a „kétágú templom”
- A Fellegvárról szép kilátás nyílik az egész városra.
- A Kós Károly által tervezett „kakasos templom” a nemzeti szecessziós stílus példája.
- Kolozsvári Állami Magyar Színház
- Szervátiusz Múzeum
- Redut (Erdélyi Néprajzi Múzeum) és Romulus Vuia Etnográfiai Park (részben magyar anyaggal)
- Kolozsmonostori apátság

Szamosújvár
- Rózsa Sándor sírja

Mezőség
- Dés: gótikus református templom
- Bethlen: Bethlen-kastélyok
- Bonchida: Bánffy-kastély
- Szék: református templom, tájház, Széki napok
- Pusztakamarás: Sütő András szülőháza
- Mezőcsávás: a református templom haranglába
- Válaszút: a Kallós Zoltán Alapítvány házában látható egész Erdély egyik legszebb népművészeti gyűjteménye, nyaranta népzene- és néptánctábor helyszíne

Torda és környéke
- A gótikus stílusú tordai katolikus templomban hirdették ki 1568-ban (első ízben a világon) a vallásszabadságot.
- Aranyosegerbegy: református templom
- Aranyosgerend:református templom és a kastély
- Aranyosgyéres: református templom

#### Székelyföld

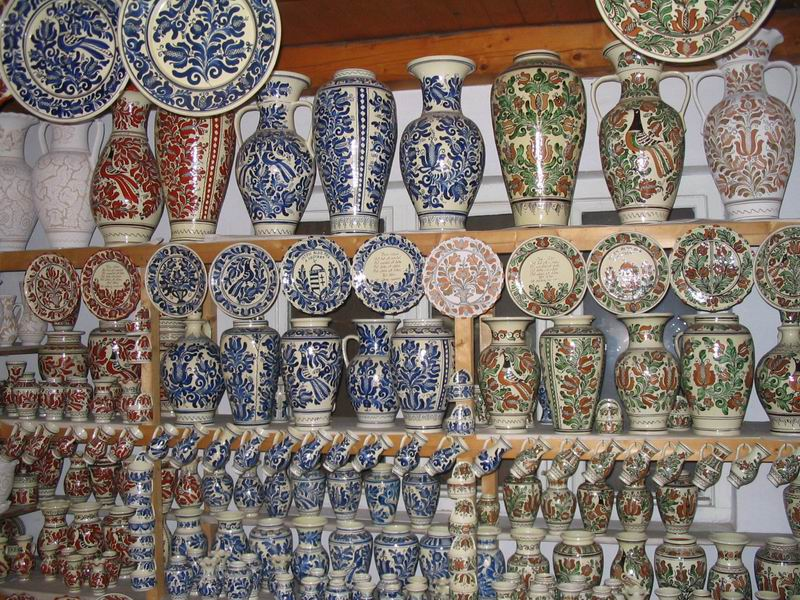
Eladásra kínált portéka egy korondi fazekasműhelyben

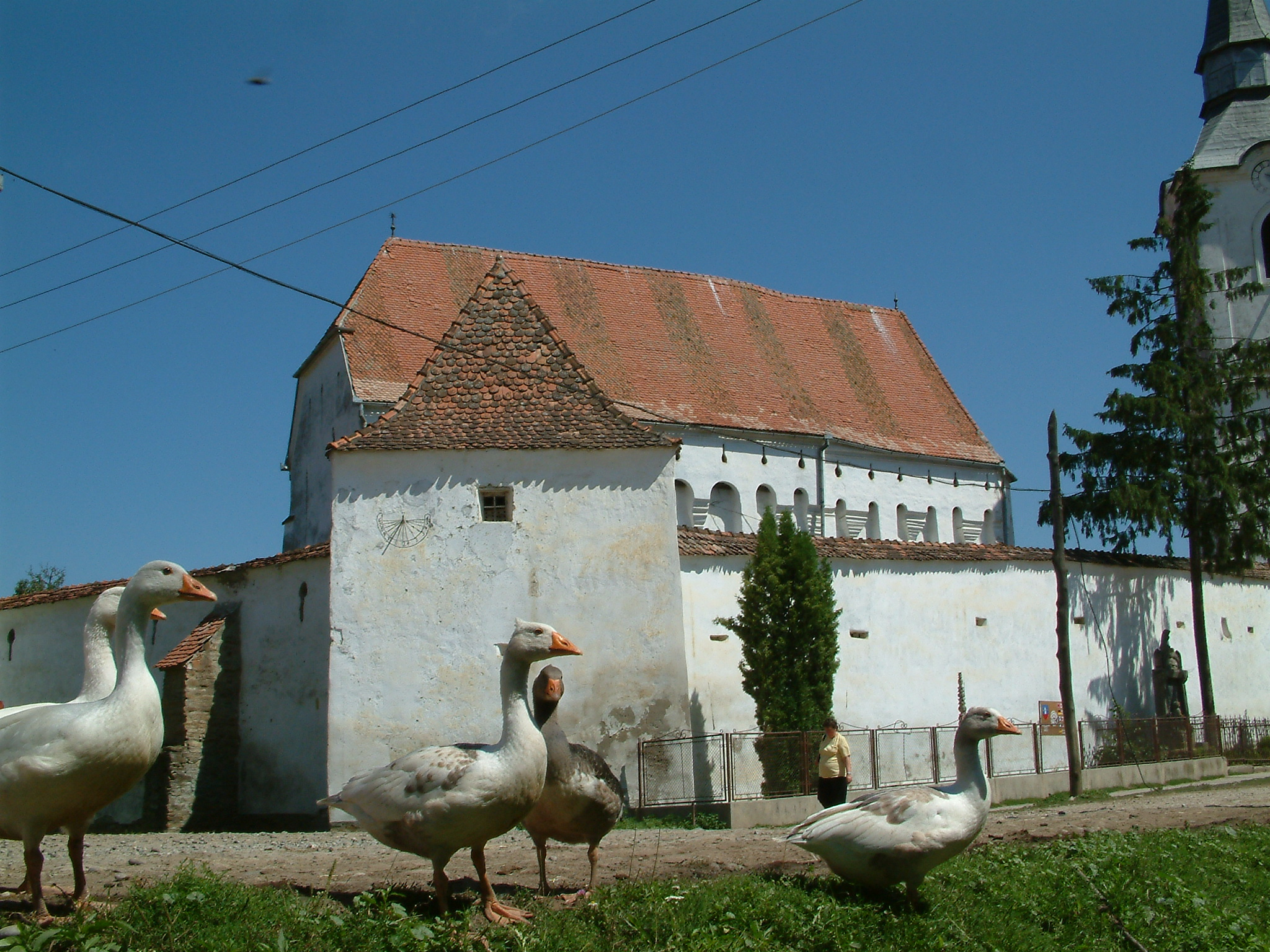
Székelyderzs erődtemploma - az erdélyi magyarság világöröksége

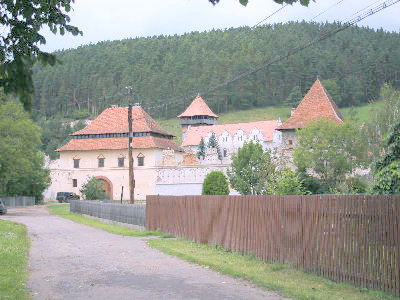
A gyergyószárhegyi Lázár-kastély

##### Maros megye
Marosvásárhely és környéke
- Marosvásárhely a székelység kulturális és gazdasági központja. A főtéren áll a város két legismertebb, magyar szecessziós stílusban épült épülete, a Közigazgatási Palota és a Kultúrpalota. Az utóbbi homlokzatát a Hódolat Hungária előtt című mozaik, lépcsőházait és a Tükörtermet magyar történelmi jeleneteket ábrázoló színes üvegablakok díszítik, az épület tetejét pedig Zsolnay-zománccserepek borítják. A hangversenyterem orgonája az egyik legnagyobb Európában. Az épületben művészeti és helytörténeti múzeum látható számos magyar emlékkel. A főteret több nagyszabású barokk és historikus stílusú épület is övezi. A belváros egyéb magyar látnivalói közé tartozik a Néprajzi Múzeum anyagának jó része, a Bolyai Farkas Elméleti Líceum szecessziós épülete, a Teleki-ház előtte Bernády György polgármester szobrával, a Teleki Téka, Erdély leghíresebb régi könyvgyűjteménye, a Bolyaiak szobra, a Nagy Imre Képtár, valamint a református temetőben Bolyai Farkas és Bolyai János síremléke. A marosvásárhelyi vár látnivalói a református vártemplom, az Erdélyi Fejedelemség számos országgyűléseinek színhelye, a kapubástyában berendezett várostörténeti kiállítás, valamint Borsos Tamás városbíró és Kőrösi Csoma Sándor szobrai.
- Nyárádtő: református és római katolikus templomok
- Radnót: Kornis-Rákóczi-Bethlen-kastély és református templom, halas-park és a hőerőmű, amit minden év Szent Illés-napján szabadon meg lehet tekinteni belülről is.
- Marosvécs: Teleki-kastély, Kemény János és Wass Albert síremléke
- Marosludas: Református és római katolikus templomok
- Szászrégen: Márton Áron püspök szobra
- Kutyfalva: református templom
- Ákosfalva: római katolikus templom

Küküllő mente
- Egrestő: középkori református templom harangtoronnyal
- Gyulakuta: gótikus, kazettás mennyezetes református templom, kelementelki borospince, híres helyi termék a gyulakutai csipke
- Szentdemeter: gótikus katolikus templom, Schell-udvarház, az augusztus 15-i szentdemeteri búcsú jelentős turisztikai látványosság.
- Nagykend: kukoricaháncs-művészet (babák, bútorok, kosarak), árusítás
- Székelyvécke: népi lakóházak
- Erdőszentgyörgy: gótikus református templom kazettás mennyezettel és reneszánsz szószékkel, valamint Rhédey Klaudia grófnőnek, az angol királyi család ősének síremlékével. Rhédey-kastély, ma iskola működik benne.
- Bözödújfalu: „Erdély Atlantisza” - a vízzel elárasztott falu templomromjai és emlékműve ma már kiránduló célpont
- Hármasfalu: Székelyszentistván templomkertjében Szent István király mellszobra látható.
- Nyárádszentsimon: tájház és mintagazdaság
- Makfalva híres fazekasfalu. A Dósa-udvarház magyar néprajzi múzeumában népművészeti gyűjtemény és Vas Áron szobrainak kiállítása látható.
- Kibéd: Seprődi János Múzeum és tájház. A falu a hagymatermesztéséről nevezetes (kibédi hagyma), ezenkívül a település a falusi vendéglátás központja a régióban.

##### Hargita megye
Sóvidék
- Parajd: Falumúzeum történelmi kiállítással, Áprily Lajos-emlékház, Szekeres Lajos fafaragóműhelye
- Felsősófalva: XIII. századi templom rovásírásos kapulábbal, a templom várfala alatt az I. és II. világháborúban elesett katonák emlékműve. Székely Mózes Általános Iskola. A Művelődési Ház homlokzatán a székely táncot ábrázoló dombormű. Működő vízimalom a Bakszeg utcában.
- Korond: Székelyföld legjelentősebb fazekasközpontja. A hagyományos korondi színvilág a fehér alapon zöld, sárga és barna színek, bár az utóbbi időben szász hatásra elterjedt a fehér alapon kék minta is. Motívumok: életfa, indaleveleken álldogáló madárka, szarvas, díszes virágformák. A népművészeti múzeumban régi kerámiákat, szövőszékeket és egyéb háztartási eszközöket állítottak ki. A faluban a mai napig működik egy régi vízimalom.
- Sóvárad: Faluképéről, népi lakóházairól híres

Székelyudvarhely és környéke
- A város nevezetes épületei a barokk stílusú Szent Miklós templom és Ferences templom („Barátok temploma”) a nagy múltú Tamási Áron Gimnázium és a szecessziós stílusú Benedek Elek Tanítóképző mellettük a két névadó szobrával, valamint a Kis Szent Teréz templom érdekes modern épülete. A Főtéren áll Márton Áron és a székely katona („Vasszékely”) szobra. Az Emlékparkban Csaba királyfi, a nagy erdélyi fejedelmek, valamint Orbán Balázs szobra láthatók. A központon kívüli látnivalók a Székelytámad-vár, Tompa László (1883-1964) költő emlékháza, valamint a Haáz Rezső Múzeum helytörténeti és néprajzi kiállítással. A városhoz tartozó Szejkefürdőn található Orbán Balázs 13 székelykapuval díszített, kopjafás síremléke (székelykapu-múzeum). Itt rendezik meg minden év június utolsó hétvégéjén a Szejke Napot, néptánc- és népviselet-bemutatókkal, hagyományos népi felvonulással.
- Szentlélek: Szentléleki falumúzeum
- Székelyderzs: unitárius erődtemplom a Szent László-legendát ábrázoló 15. századi freskókkal - az erdélyi magyarság világöröksége!
- Székelykeresztúr: Molnár István Múzeum történeti és néprajzi gyűjteménnyel, Orbán Balázs Gimnázium, Petőfi-emléktábla
- Kőrispatak: Szalmakalap Múzeum
- Énlaka: unitárius templom 17. századi kazettás mennyezettel és rovásírásos emlékkel
- Máréfalva: a régi galambdúcos székelykapukban leggazdagabb székelyföldi falu
- Farkaslaka: Tamási Áron szülőháza emlékkiállítással, Tamási Áron-emlékműve és sírja.
- Lövéte: tájház
- Bögöz: Nevezetessége a 14. században épült református templom kazettás famennyezettel. Egyik falát középkori freskók borítják, rajtuk Szent László legendája, antiochiai Szent Margit vértanúsága, az utolsó ítélet és a megdicsőült Jézus a feje körül rovásírásos felirattal. A faluban tájház is található.
- Szentegyháza: néprajzi kiállítás a Múzeum Szállóban, a falusi vendéglátás központja

Gyergyó
- Gyergyószárhegy: Kájoni János szobra, Lázár-kastély - a 16. századi reneszánsz kastélyban töltötte gyermekkorát Bethlen Gábor erdélyi fejedelem, a tanácsteremben színes korondi cserépkályhák
- Gyergyószentmiklós: barokk főtér, Márton Áron emlékkiállítás, Tarisznyás Márton Múzeum néprajzi kiállítással, Salamon Ernő Gimnázium.

Gyimesek
- Gyimesfelsőlok: Árpád-házi Szent Erzsébet Gimnázium (csángó gimnázium)
- Gyimesközéplok: Minden év júliusának utolsó hetében itt rendezik meg a híres Gyimesi Tánctábort.
- Borospatakon található a gyimesi csángók skanzenje tizenegy, eredeti állapotában felépített és korhűen berendezett parasztházzal.
- Gyimesbükk (közigazgatásilag már Bákó megyéhez tartozik): a Rákóczi-vár romjai, néprajzi kiállítás, az ezeréves határátkelő maradványai, egykori vámház és határkő

Csíkszereda és környéke
- Mikó-vár a Csíki Székely Múzeummal
- A Márton Áron Gimnázium szecessziós épülete
- Új katolikus plébániatemplom (Makovecz Imre tervezte)
- Nagy Imre-galéria.
- Csíksomlyói kegytemplom és kolostor: a Szűz Máriát („Napba öltözött asszony”) a kis Jézussal ábrázoló, fából faragott, 1510 körül készült reneszánsz szobor a világ legnagyobb kegyszobra, a Mária-zarándoklatok központja. Domokos Pál Péter szobra. Csíksomlyói naptárkő, a pogány kori ősvallás megőrzött emléke.
- Fesztiválok: Itt zajlik minden évben pünkösdkor a katolikus magyarság legnagyobb fesztiválja, a csíksomlyói búcsú. Júliusban rendezik meg az Ezer Székely Leány találkozót, a Székelyföld népművészeti fesztiválját.
- Madéfalva: a madéfalvi veszedelem emlékműve

##### Kovászna megye
Sepsiszentgyörgy és környéke

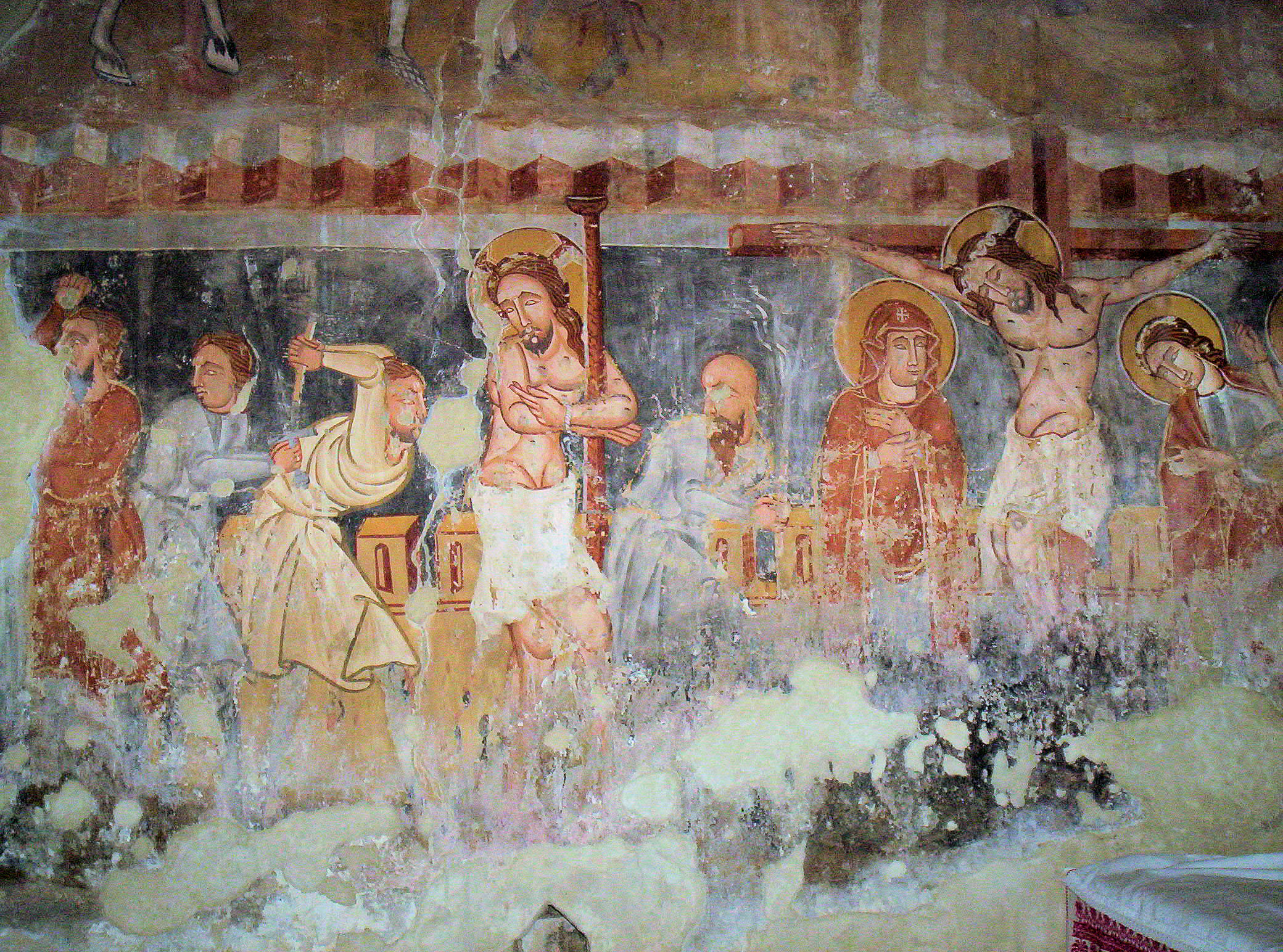
14. századi freskó a gelencei Szent Imre templomban

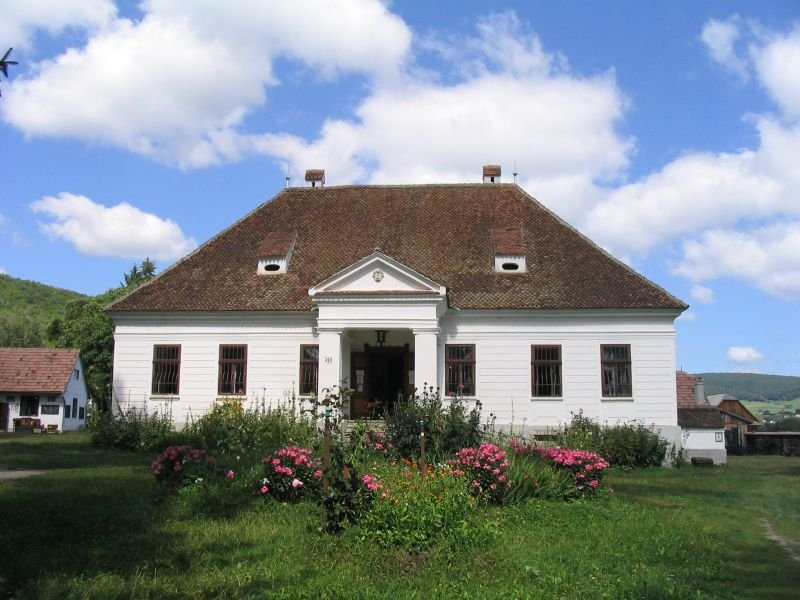
Csernáton: Haszmann Pál Néprajzi Múzeum

- A városban áll az 1879-ben alapított Székely Nemzeti Múzeum, amelynek épületét Kós Károly tervezte. További látnivalók a
- Tamási Áron Színház és az 1848-as oroszlános emlékmű.
- Dálnok: református templom 16. századi rovásírásos felirattal, Dózsa György szobra, Berczási-kúria és arborétum, lipicai ménes
- Bölön: unitárius erődtemplom, Bölöni Farkas Sándor szobra és szülőháza
- Hídvég: emlékszoba a szomszédos Barcaföldvár haláltáborában 1944-ben meggyilkolt több ezer ember emlékére

Erdővidék
- Barót: Katolikus erődtemplom, A Baróti Szabó Dávid Középiskola udvarán az erdővidékiek kopjafás emlékparkja. Minden május utolsó hétvégéjén Barót-napok kirakodó vásárral, néptáncfesztivállal, koncertekkel.
- Bibarcfalva: gótikus református templom 15. századi freskókkal
- Erdőfüle: kopjafás temető
- Vargyas: reneszánsz stílusú Dániel-kastély, népi lakóházak, számos fafaragócsalád házában népi bútorkiállítás és faragóműhely, kopjafás temető
- Kisbacon: Benedek Elek sírja és emlékháza
- Nagyajta: Unitárius templomerőd, Moyses Márton mártír költő szülőháza emléktáblával

Kézdivásárhely és környéke
- A város főtere, Gábor Áron szobra, Márton Áron püspök szobra, az egykori ágyúöntöde háza, babamúzeum
- Incze László Céhtörténeti Múzeum Kézdivásárhely
- Kézdiszentlélek: katolikus erődtemplom, a Perkő hegyen Szent István kápolna - itt tartják minden év augusztus 20-án a Szent István-napi búcsút, a másik legnagyobb székely vallási fesztivált a Csíksomlyói búcsú mellett.
- Torja: Apor-kastély, 17. századi harangtorony, emlékpark Apor Péter szobrával, valamint Szörcsey Elek és Ábrahám Árpád 1956-os mártírok emlékművével
- Zágon: Mikes–Szentkereszty-kúria a Mikes Kelemen emlékkiállítással, Kiss Manyi emlékszoba
- Csomakőrös: Kőrösi Csoma Sándor emlékszoba
- Bereck: Gábor Áron szülőháza és szobra, Gábor Áron-emlékház állandó kiállítással, Bem-Petőfi-ház
- Gelence: Szent Imre templom 14. századi freskókkal, 17. századi reneszánsz kazettás mennyezettel,[1] Márton Áron mellszobra
- Csernáton: Haszmann Pál Néprajzi Múzeum - kiállítás Felső-Háromszék népművészetéről, szabadtéri néprajzi múzeum székelykapukkal, népi lakóházakkal, malmokkal, faragott fejfa-gyűjtemény, mezőgazdasági szerszám- és gépkiállítás.
- Kovászna: Kádár-ház állandó kiállítással a mai székelyföldi képzőművészek alkotásaiból

#### Maros megye Székelyföldön kívüli része
Segesvár és környéke

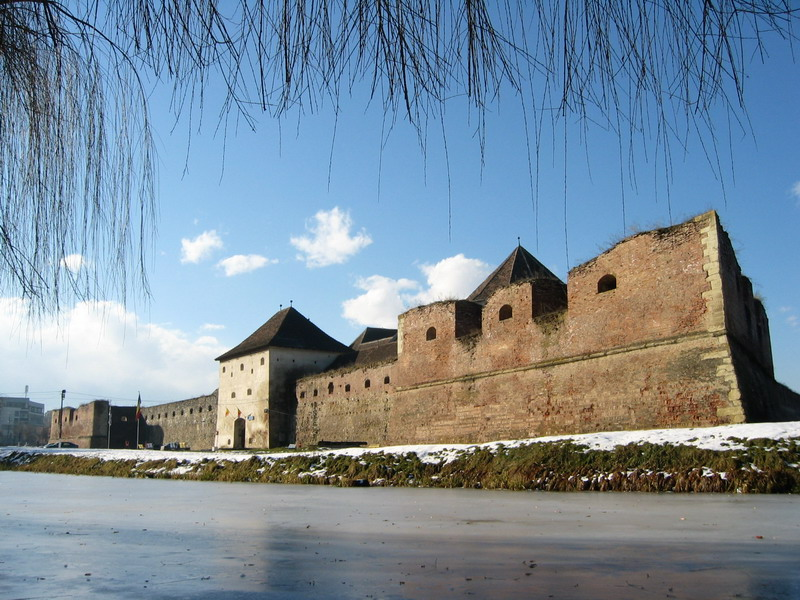
Fogaras vára az Olt partján

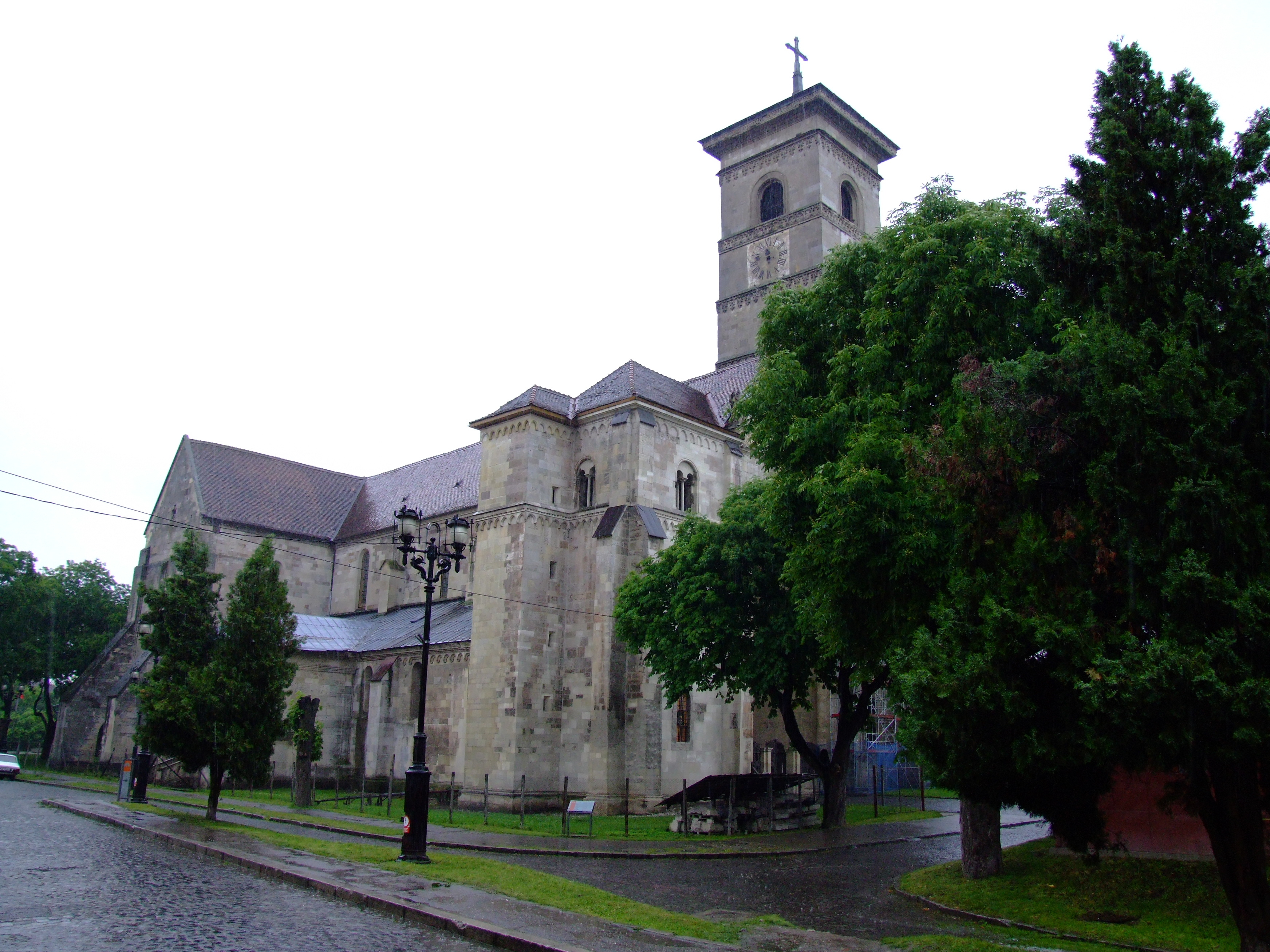
A gyulafehérvári érseki székesegyház

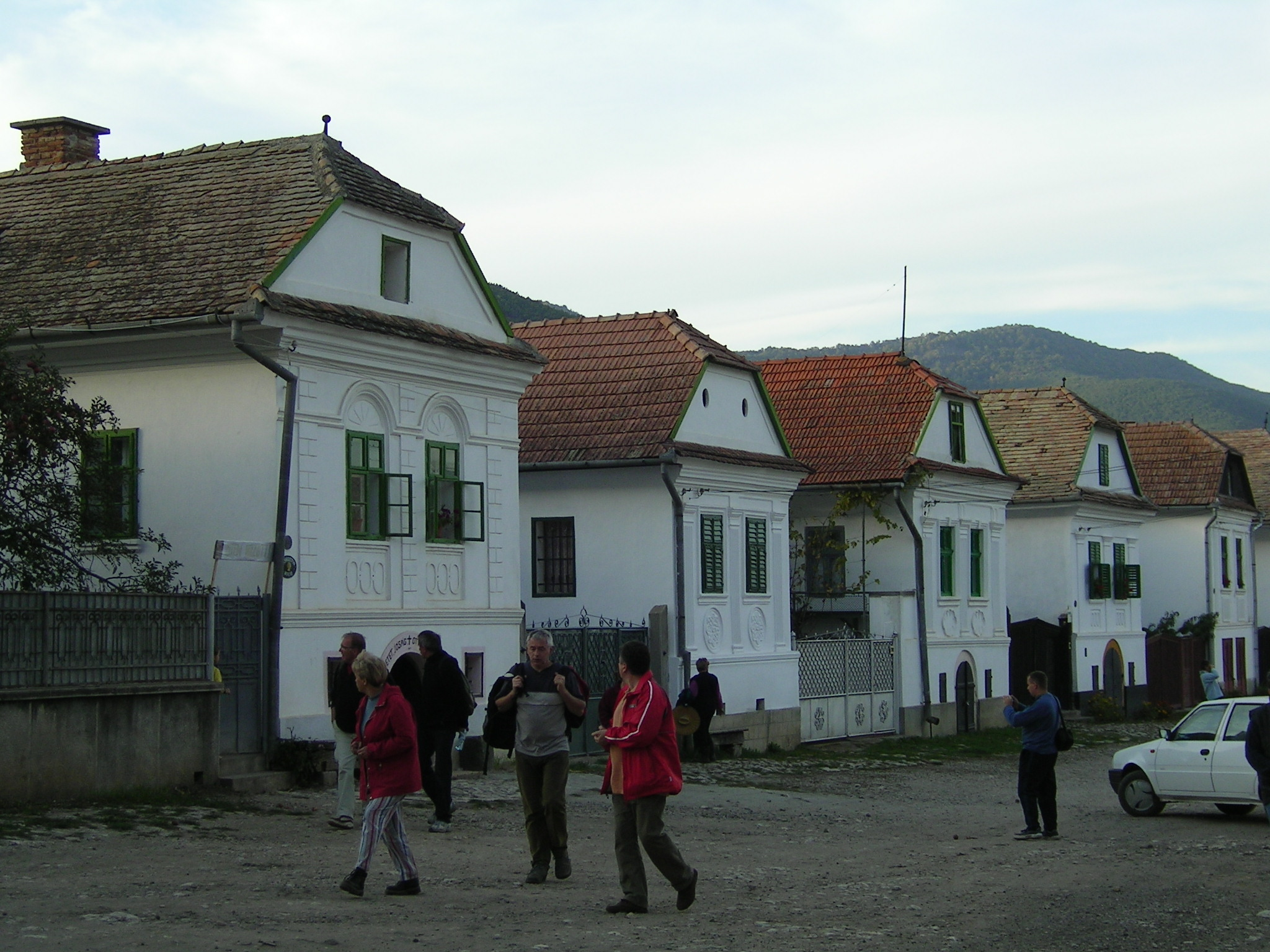
Torockói népi lakóházak

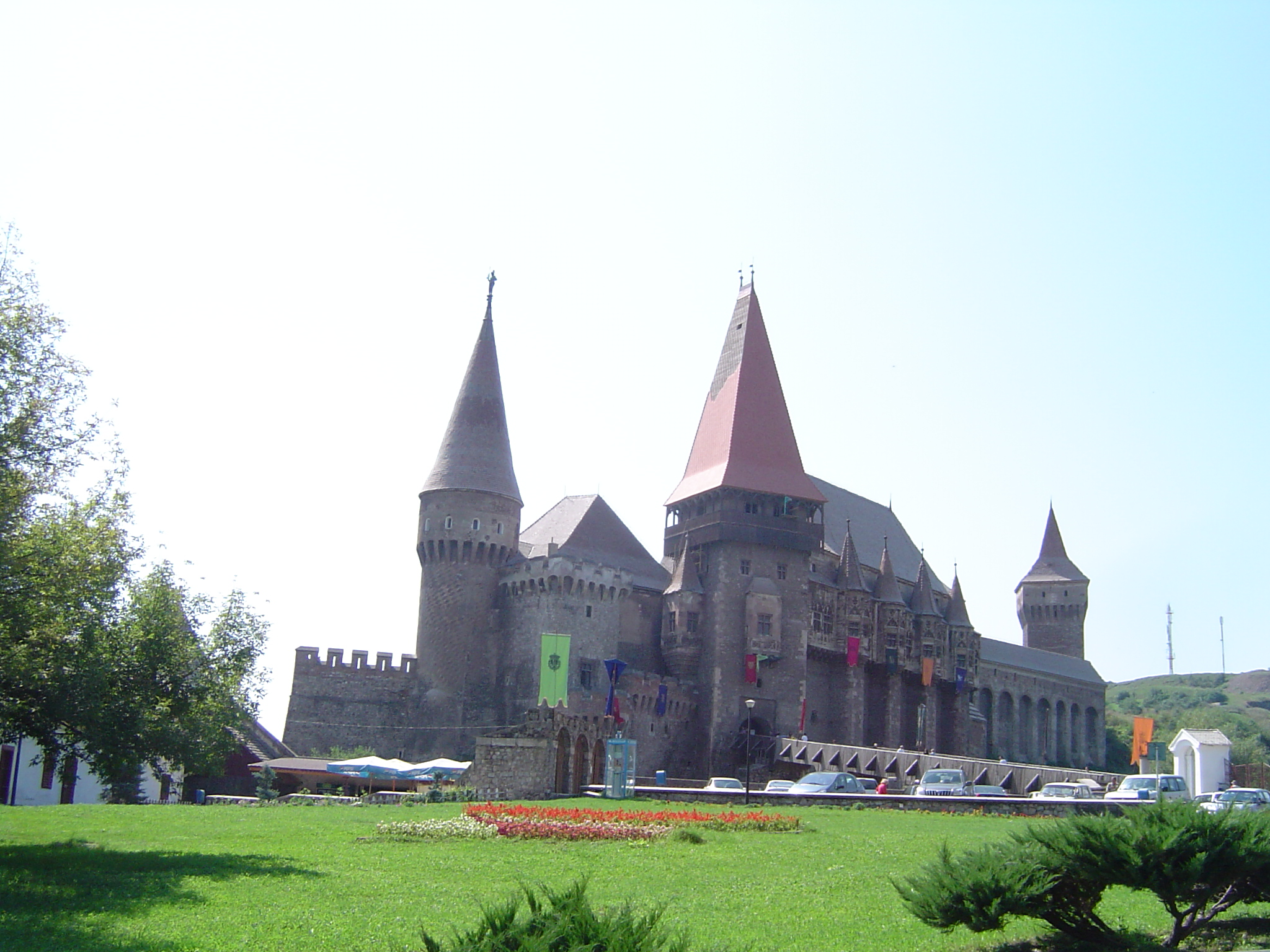
A vajdahunyadi vár

- Segesvár történelmi központja (a világörökség része) - a város az erdélyi szászok egyik központja volt, de a segesvári vár a magyar történelem számos eseményéhez is kapcsolódik, fejedelmeket választottak, országgyűléseket tartottak itt, 1506-ban itt erősítették meg a három erdélyi nemzet (magyarok, székelyek, szászok) unióját. A megyeháza mellett Petőfi-mellszobor látható.
- Fehéregyháza: Petőfi-emlékmű a költő feltételezett elestének helyén, Petőfi-múzeum, kertjében Petőfi Sándor és Bem József szobrával, a falu határában turulmadaras honvédemlékmű, amely alatt valószínűleg Petőfi is nyugszik.
- Keresd: Bethlen-kastély
- Szászkézd: szász város volt, de a település fölötti vár fejedelmi birtok volt, ahol erdélyi országgyűlést is tartottak, a vár romjaiban is látványos

#### Brassó megye
Brassó és környéke
- Négyfalu: Néprajzi múzeum a hétfalusi csángók múltjáról
- Apáca: a falu szülötte, Apáczai Csere János szobra, Bartalis János kopjafája, kopjafás temető, húsvétkor nyílpuskás kakaslövés (kakasos céltáblákra)
- Barcaföldvár: az 1944-es haláltábor emlékműve, ahol sok ezer ide deportált erdélyi magyart gyilkoltak meg

Fogaras és környéke
- Fogaras vára egy ideig az erdélyi fejedelem székhelye volt. Ma is épségben áll.
- Református templom, előtte Árva Bethlen Kata sírja.

#### Szeben megye
Nagyszeben környéke
- Medgyes erdélyi szász város volt, ahol az erdélyi fejedelmek több országgyűlést tartottak. Itt választották fejedelemmé Bocskai Istvánt. A város katolikus temploma gótikus stílusú.
- Bólya: Bolyai-emlékszoba a matematikus szülőháza közelében, Bolyai János szobra
- Kerc: 13. századi cisztercita apátság romjai

#### Fehér megye
Gyulafehérvár és környéke
- A város központjában található az érseki székesegyház, amely egyike a legrégebben emelt erdélyi katolikus templomoknak, építését még I. (Szent) István idejében kezdték. Az egykori vár sok helyen még ma is ép, nagy látványosság, különösen a várkapukat látogatják sokan.
- Történelmi várnegyed, Püspöki Palota
- Marosszentimre: református templom
- Szászsebes: a régi szász város a magyar történelem több jelentős eseményének is helyszíne volt. A Szapolyai-házban történelmi kiállítás látható.
- Ompolygyepű: az 1848-ban meggyilkolt 700 zalatnai magyar emlékműve

Nagyenyed és környéke
- Bethlen Gábor Kollégium, Bagolyvár (Ókollégium)
- Torockó: Az unitárius vallású egykori vasbányász település az 1870-es tűzvész utáni újjáépítésnek köszönhető egységes utcaképével nyújt megkapó látványt. A tűzvész sértetlenül hagyott néhány korábbi épületet. Ezek közül egy 1668-ból való faház a Kárpát-medence legkorábbi fennmaradt parasztháza. Egyike Fehér megye két magyar többségű községének (a másik a Nagyenyed melletti Magyarlapád). A közelben található Torockószentgyörgy festői várromja.
- Küküllővár: Bethlen-kastély, református templom

#### Hunyad megye
Déva és környéke
- A Déva fölött emelkedő hegyen állnak Déva vára tekintélyes maradványai. Itt raboskodott Dávid Ferenc, az unitárius vallás megalapítója.
- Magyarok Nagyasszonya Gyermekotthon
- Marosillye: Bethlen Gábor szülőháza
- Szászváros: 15. századi református templom

Vajdahunyad
- Vajdahunyadi vár - a Kárpát-medence legnagyobb várkastélya

### Partium

#### Máramaros megye
Nagybánya és környéke

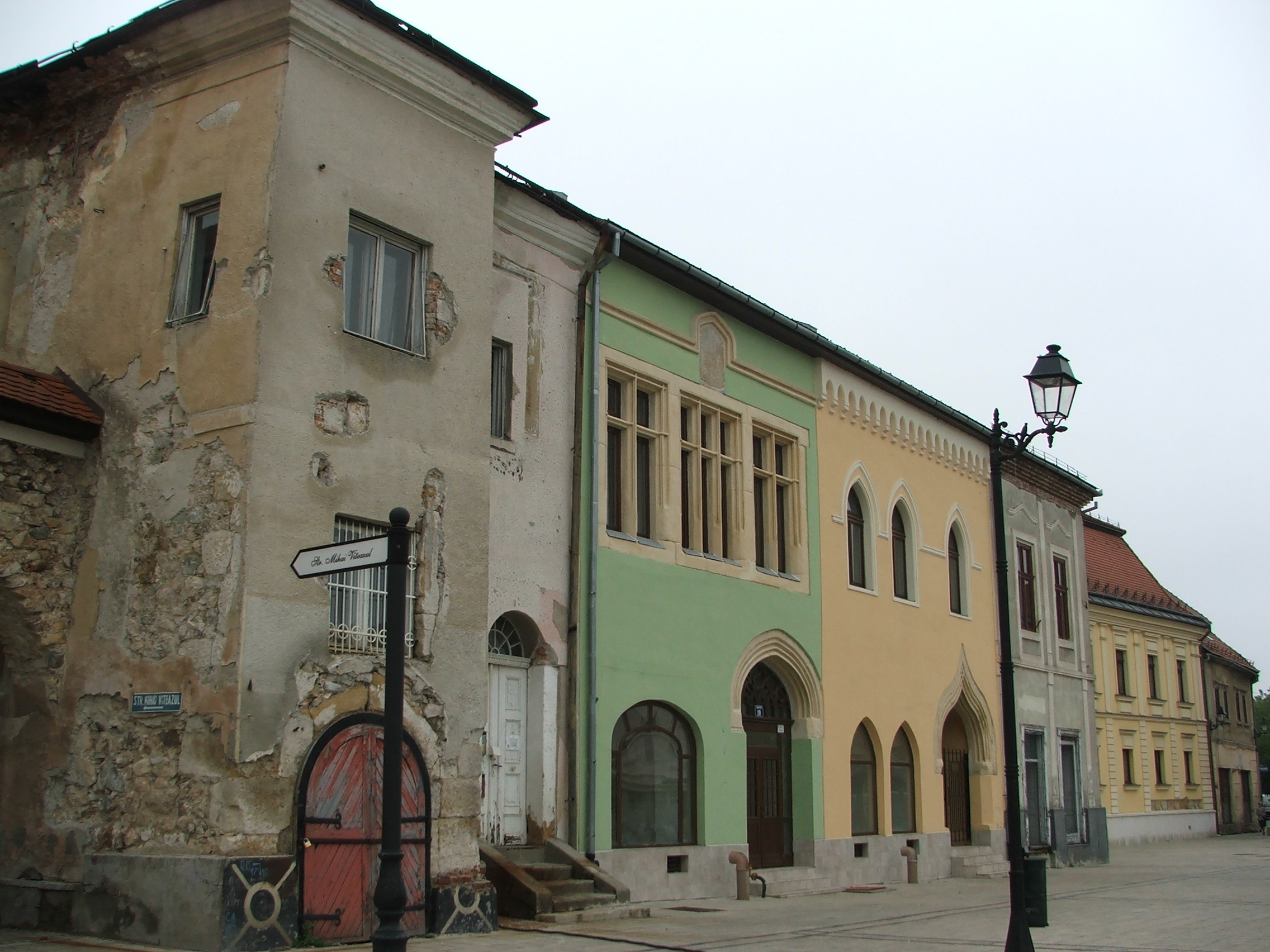
Nagybánya: Szilágyi Erzsébet háza

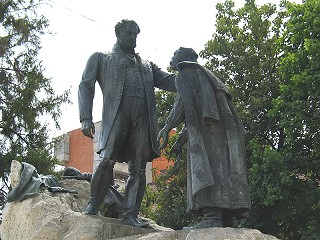
Zilah: Wesselényi Miklós szobra

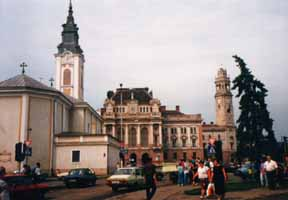
Nagyvárad: a Szent László templom és a városháza

- 14. századi Szent István torony, református templom, Szilágyi Erzsébet háza, Képzőművészeti Múzeum a Nagybányai művésztelep tagjainak számos alkotásával.
- Koltó: Teleki-kastély és múzeum, Petőfi Sándor és Szendrey Júlia szobra

Máramarossziget
- Hollósy Simon szülőháza és sírja, Leövey Klára emlékoszlopa és sírja

#### Szatmár megye
Szatmárnémeti és környéke
- A Református Láncos Templom Kölcsey Ferenc mellszobrával
- Misztótfalu: Misztótfalusi Kis Miklós Emlékház
- Ákos: román stílusú református templom

Nagykároly és környéke
- Károlyi-kastély, Petőfi-szobor, Kaffka Margit szobra
- Sződemeter faluban áll Kölcsey Ferenc szülőháza és szobra
- Kaplony: Ybl Miklós által tervezett katolikus templom a Károlyi család kriptájával

#### Szilágy megye
Zilah és környéke
- Főtér Wesselényi Miklós szobrával (Fadrusz János alkotása)
- Wesselényi-kollégium (Zilahi Elméleti Líceum) – Ady Endre egykori iskolája.
- Zsibó: Wesselényi-kastély a család sírboltjával, Wesselényi-szobor, híres kastélypark

#### Bihar megye
Nagyvárad és környéke
- Főtér a városházával és a Szent László templommal
- Püspöki palota, püspöki székesegyház és Szent László szobor
- Nagyváradi vár
- Nagyváradi Állami Színház Szigligeti Ede szobrával
- Ady Endre Emlékmúzeum
- Szalárd: gótikus református templom 15. századi freskókkal
- Mezőtelegd: gótikus református templom középkori freskókkal

Nagyszalonta és környéke
- Csonkatorony - Arany János Emlékmúzeum
- Arany János, Zilahy Lajos és Sinka István szülőháza emléktáblával, Kossuth Lajos szobra
- Tenke: természettudományi kiállítás a Fekete-Körös vidékéről magyar-román feliratozással
- Magyarremete: román stílusú templom Szent László freskókkal
- Várasfenes: Bélavár romjai
- Tamáshida: középkori román stílusú templom romjai

Érmellék
- Érmindszent: Ady-kúria – Ady Endre emlékkiállítás
- Érmihályfalva: Bocskai István mellszobra, a 20. század hőseinek és áldozatainak emlékműve, az 1956-os "Érmihályfalvi csoport" emlékműve, Zelk Zoltán emléktáblája
- Albis: román stílusú református templom, Irinyi József szülőháza emléktáblával
- Szalacs: magyar néprajzi kiállítás
- Bihardiószeg: református templom, Kossuth-szobor, Bocskai-szobor
- Hegyközszentimre: Szent Imre szobor a szent halálának feltételezett helyén

#### Arad megye
Arad és környéke
- Belváros
- Szabadság-szobor, az aradi vértanúk emlékműve
- Világos - Világosvár romjai, Bohus-kastély a múzeumában Görgei Artúr íróasztalával, a kastélyparkban Bohusné Szőgyény Antónia szobra
- Solymosvár várromja
- Kovászi gótikus templomromja

### Kelet-Bánság
Temesvár

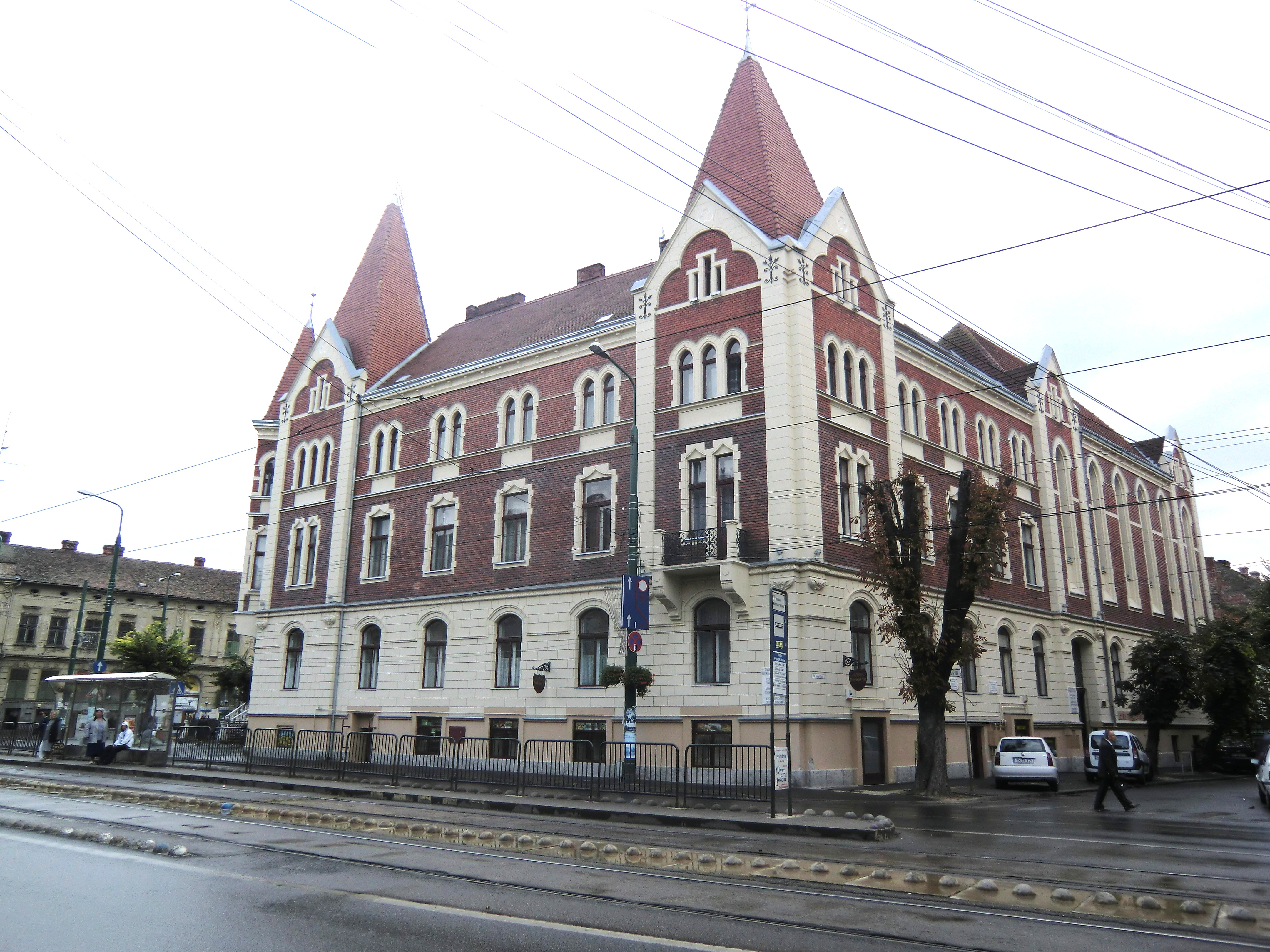
Temesvár:A belvárosi református templom, ahol a Román Forradalom elindult

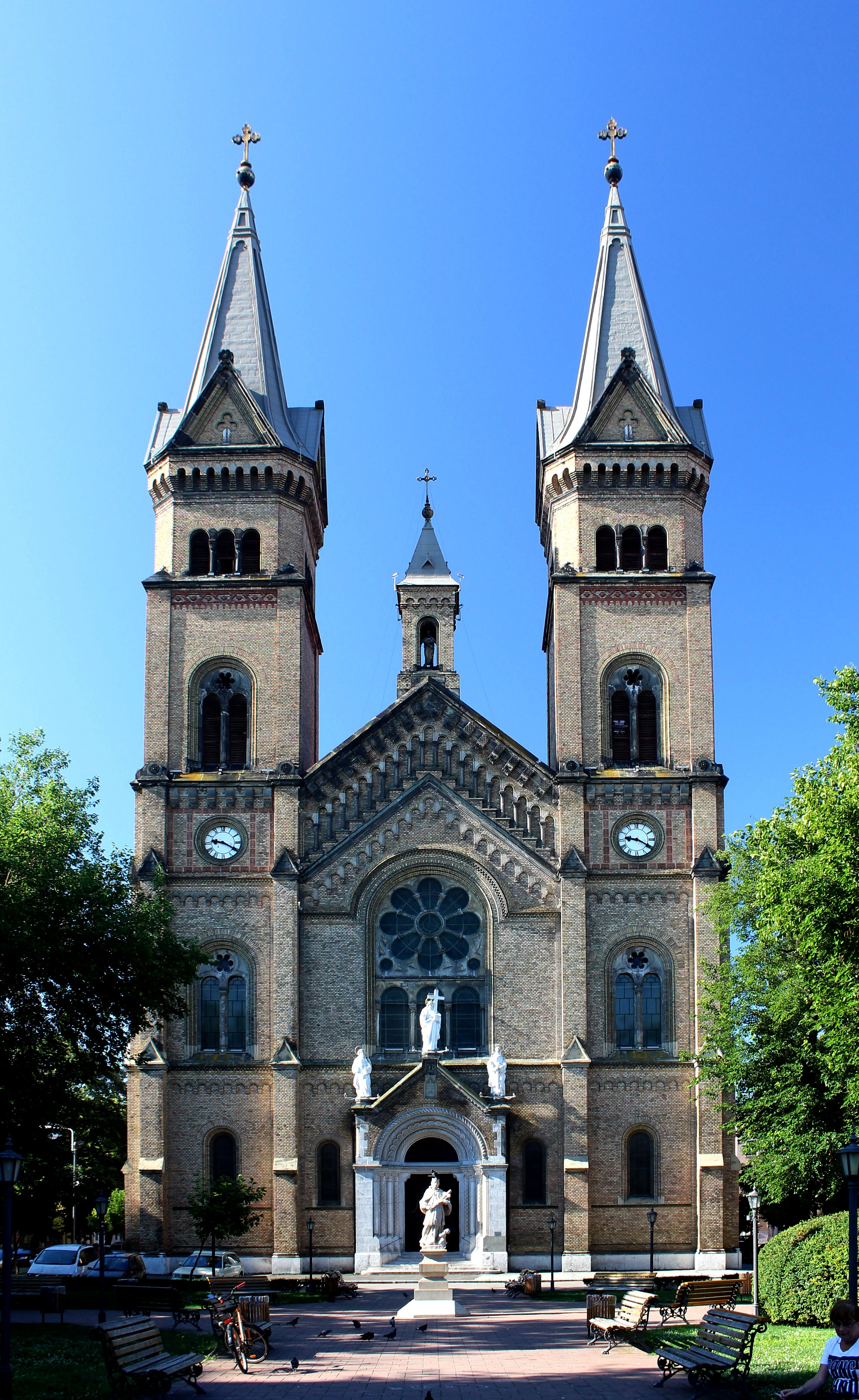
Temesvár:A Millenium templom,épült a magyar állam megalakulásától 1000 éves évforduló alkalmából, 1896 és 1901 között

- Katolikus dóm, Millenium templom, Belvárosi református templom, Hunyadi Kastély, Új Ezredév Református Központ, Szűz Mária emlékműve, Petőfi-emlékmű, Forradalom Emlékmúzeuma

Lugos
- Református templom

Nagyszentmiklós
- Nákó-kastély

### Románia többi része
Moldva - Csángóföld
- Somoska: faluhét moldvai csángó népzenei-néptáncos táborral minden év augusztus első hetében
- Klézse: Csángó Ház oktatási és kulturális központ
- Pusztina: katolikus templom Szent István királyt ábrázoló oltárképpel
- Gorzafalva: Aszalós Viktor keramikus műhelye, kerámiavásár

Havasalföld
- Snagov: 1956 november és 1957 április között a román kormányzati üdülőhelyen tartották fogságban az 1956-os forradalom több vezetőjét (Nagy Imrét, Donáth Ferencet, Fazekas Györgyöt, Haraszti Sándort, Losonczy Gézát és Lukács Györgyöt). Az épület közelében emlékmű található.

## Látnivalók téma szerint

### Néphagyományok, népművészet
- Kalotaszeg

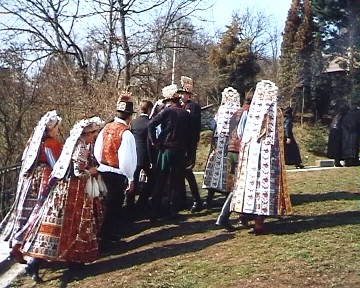
Magyarvistai népviselet (Kalotaszeg)

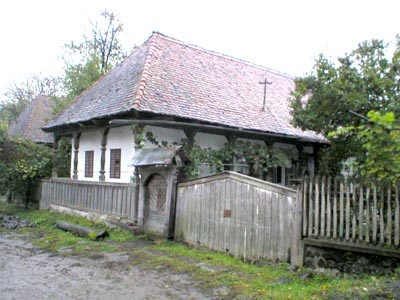
Sóváradi székely lakóház

  - Bogártelke, Györgyfalva, Magyarvista: élő népviselet
  - Inaktelke, Nyárszó: népi lakóházak
  - Mákófalva: népi lakóházak, Kovács Pali Ferenc bútorfestő műhelye
- Székelyföld
  - Székelykapu
  - Makfalva fazekasfalu
  - Gyulakuta: gyulakutai csipke
  - Nagykend: kukoricaháncs-művészet
  - Székelyvécke: népi lakóházak
  - Parajd: Szekeres Lajos fafaragóműhelye
  - Korond: Székelyföld legjelentősebb fazekasközpontja
  - Sóvárad: népi lakóházak
  - Máréfalva: a régi galambdúcos székelykapukban leggazdagabb székelyföldi falu
  - Borospatak: gyimesi csángó skanzen
  - Apáca: kopjafás temető
- Torockó: népi lakóházak
- Moldva
  - Gorzafalva: Aszalós Viktor keramikus műhelye, kerámiavásár

### Múzeumok, kiállítóhelyek
- Kalotaszeg
  - Bánffyhunyad: Néprajzi Múzeum

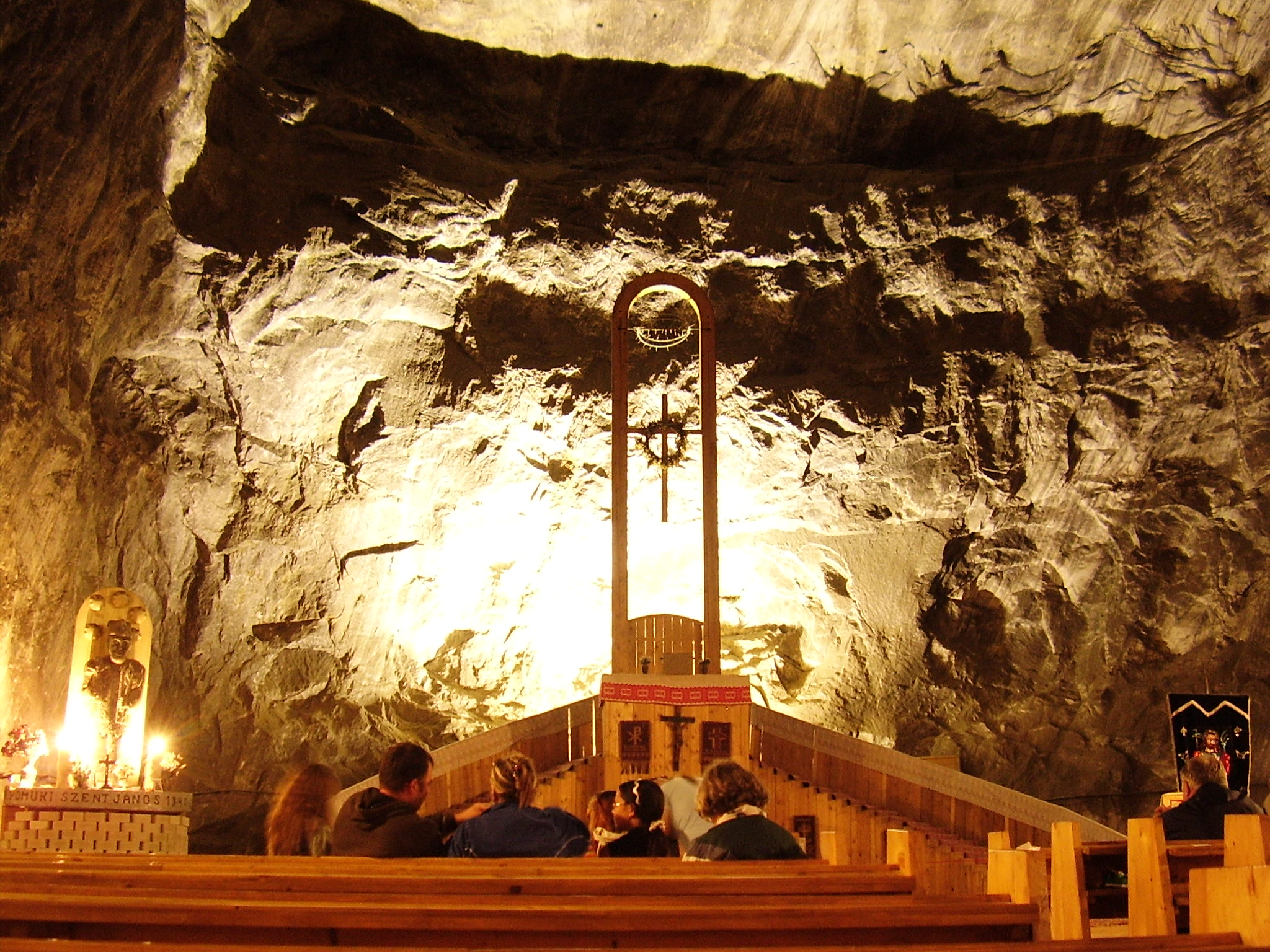
Parajd: Kápolna a Sóbányamúzeumban

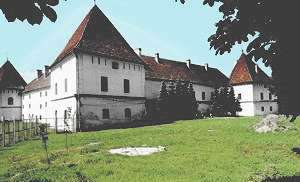
A csíkszeredai Mikó vár a Csíki Székely Múzeum otthona

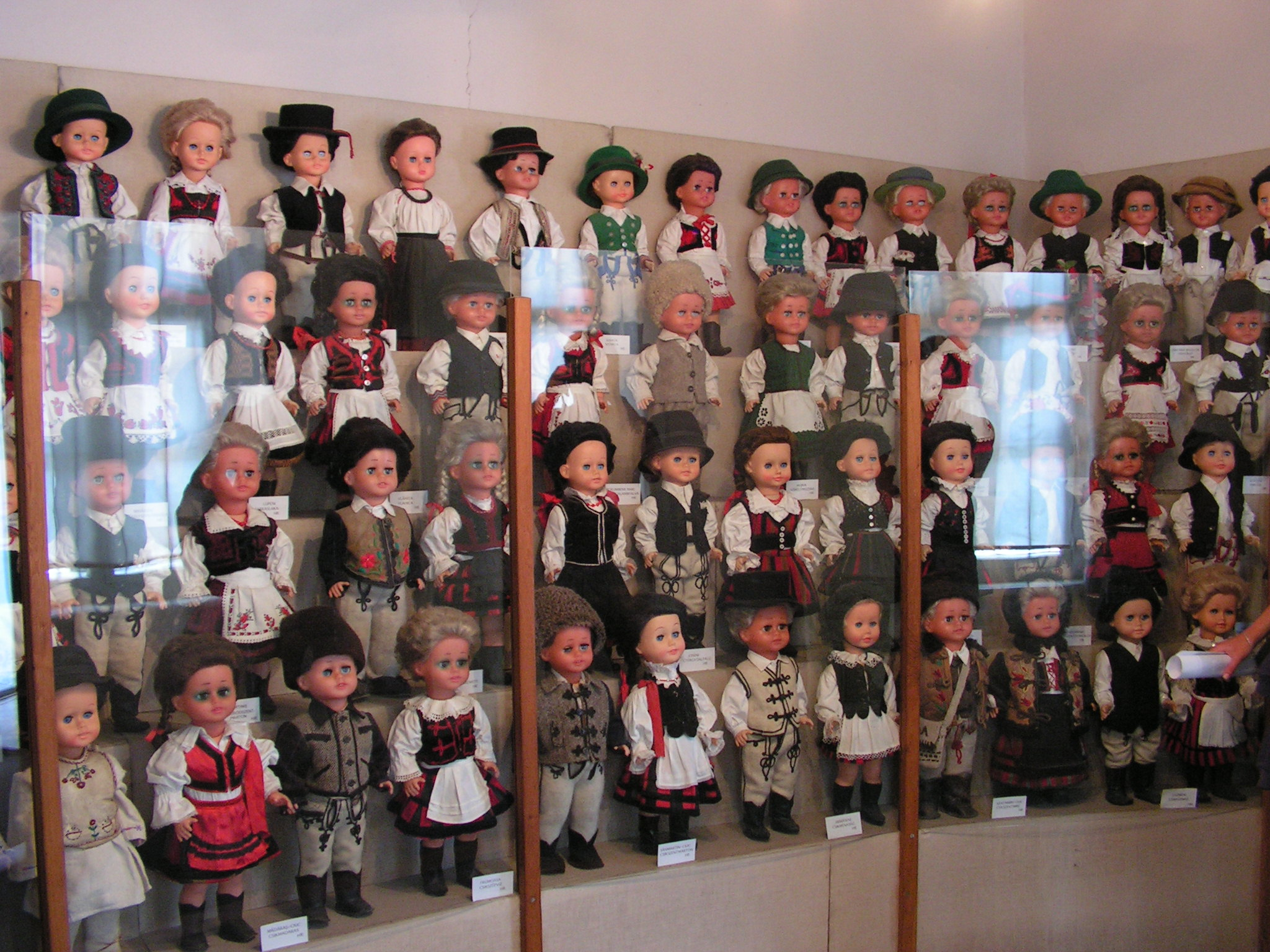
Kézdivásárhely: A székelyföldi falvak népviseletét bemutató babák a Babamúzeumban

  - Tordaszentlászló: Kalotaszegi Tájház és Múzeum
  - Inaktelke, Kalotaszentkirály, Magyargyerőmonostor, Méra tájháza
- Mezőség
  - Szék: tájház
  - Válaszút: a Kallós Zoltán Alapítvány népművészeti gyűjteménye
- Székelyföld
  - Marosvásárhely: Kultúrpalota (művészeti és helytörténeti múzeum), Néprajzi Múzeum, Teleki Téka, Nagy Imre Képtár
  - Makfalva: Dósa-udvarház magyar néprajzi múzeum
  - Nyárádszentsimon: tájház
  - Kibéd: Seprődi János Múzeum és tájház
  - Parajd: Sóbányamúzeum, falumúzeum történelmi kiállítással, Áprily Lajos-emlékház
  - Székelyudvarhely: Haáz Rezső Múzeum helytörténeti és néprajzi kiállítás, Szejkefürdői székelykapu-múzeum
  - Lövéte: tájház
  - Szentlélek: Szentléleki falumúzeum
  - Székelykeresztúr: Molnár István Múzeum történeti és néprajzi gyűjtemény
  - Kőrispatak: Szalmakalap Múzeum
  - Farkaslaka: Tamási Áron szülőháza emlékkiállítás
  - Bögöz: tájház
  - Szentegyháza: néprajzi kiállítás
  - Gyergyószentmiklós: Márton Áron emlékkiállítás, Tarisznyás Márton Múzeum néprajzi kiállítás
  - Gyimesbükk néprajzi kiállítás
  - Csíkszereda: Csíki Székely Múzeum, Nagy Imre-galéria.
  - Sepsiszentgyörgy: Székely Nemzeti Múzeum
  - Kisbacon: Benedek Elek sírja és emlékháza
  - Kézdivásárhely: babamúzeum
  - Zágon: Mikes–Szentkereszty-kúria a Mikes Kelemen emlékkiállítással, Kiss Manyi emlékszoba
  - Csomakőrös: Kőrösi Csoma Sándor emlékszoba
  - Bereck: Gábor Áron-emlékház állandó kiállítással
  - Csernáton: Haszmann Pál Néprajzi Múzeum
  - Kovászna: Kádár-ház állandó kiállítás
  - Hídvég: emlékszoba a földvári haláltábor áldozatairól
- Fehéregyháza: Petőfi-múzeum
- Négyfalu: Néprajzi múzeum a hétfalusi csángók múltjáról
- Bólya: Bolyai-emlékszoba
- Szászsebes: Szapolyai-ház történelmi kiállítás
- Partium
  - Nagybánya: Képzőművészeti Múzeum
  - Misztótfalu: Misztótfalusi Kis Miklós Emlékház
  - Nagyvárad: Ady Endre Emlékmúzeum
  - Nagyszalonta: Arany János emlékmúzeum
  - Érmindszent: Ady-kúria – Ady Endre emlékkiállítás
  - Szalacs: magyar néprajzi kiállítás
  - Tenke: természettudományi kiállítás a Fekete-Körös vidékéről magyar-román feliratozással
- Temesvár: Forradalom Emlékmúzeuma

### Turisztikailag, művészetileg jelentős templomok
Kolozsvár
- Szent Mihály-templom
- Farkas utcai református templom
- Piarista templom
- Kétágú templom
- Kakasos templom
- Kolozsmonostori apátság

Kalotaszegi templomok

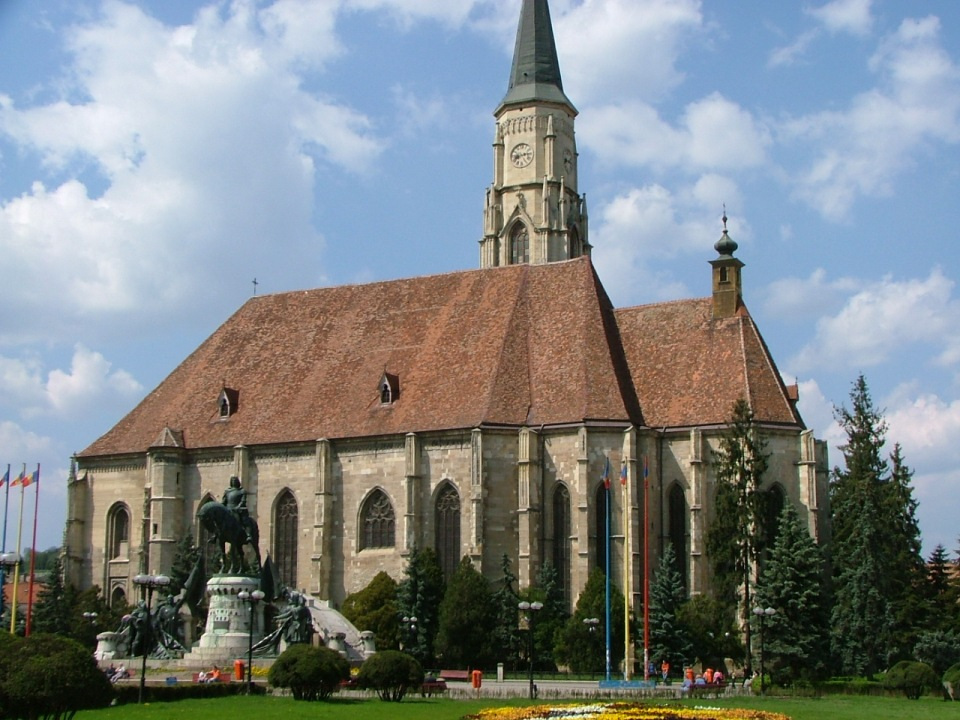
Kolozsvár: Szent Mihály-templom

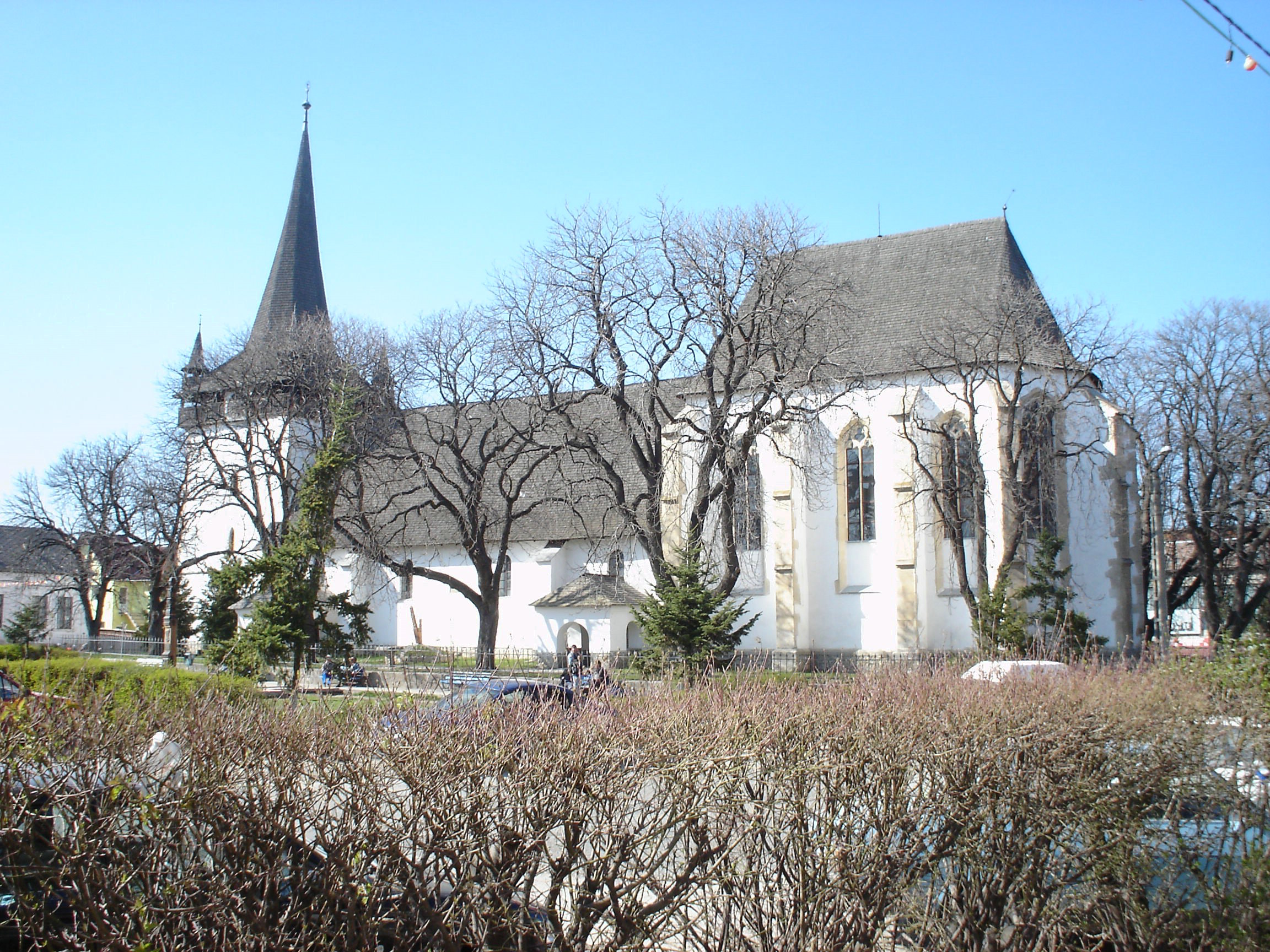
A bánffyhunyadi református templom

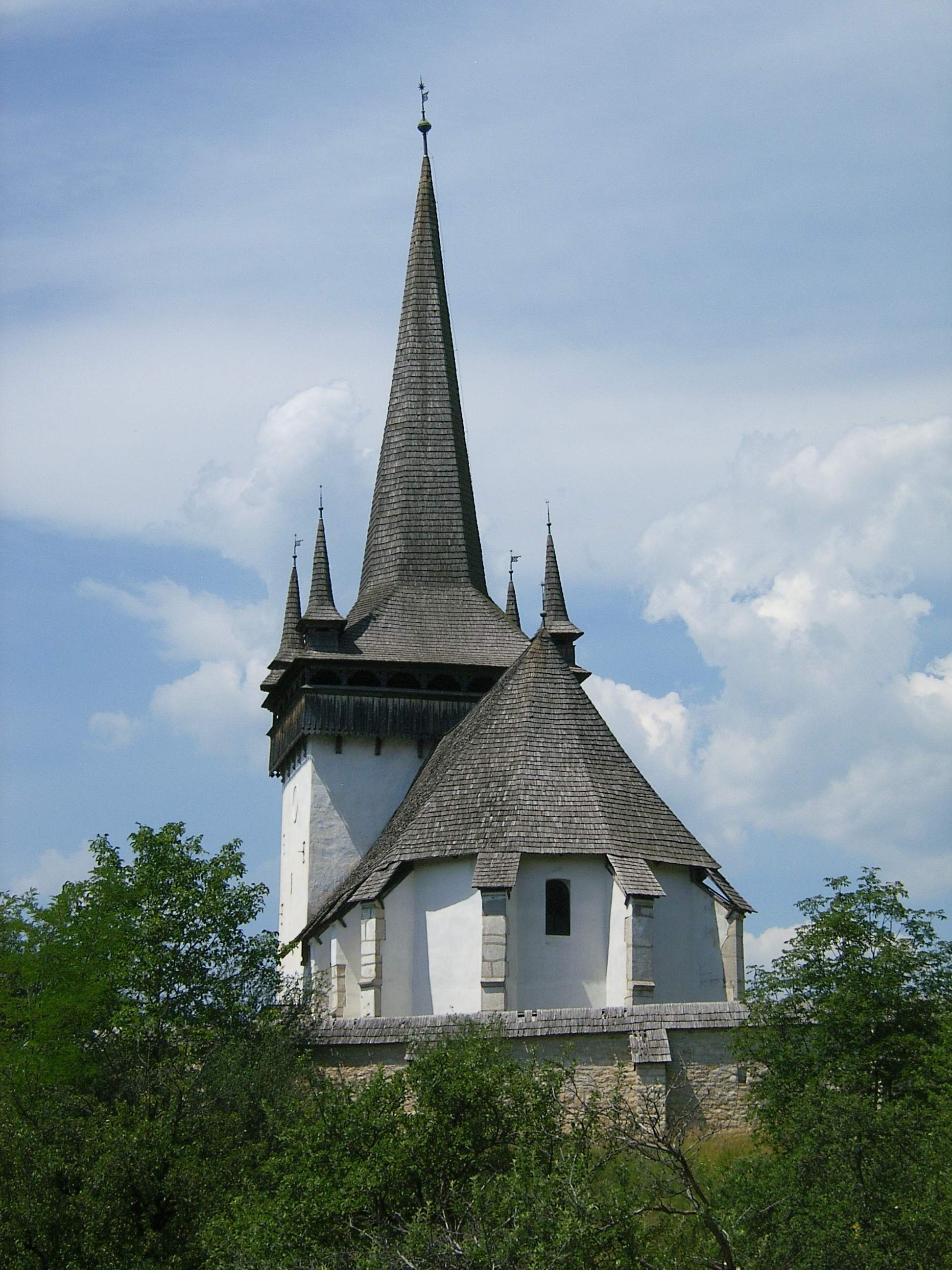
Magyarvalkó református temploma

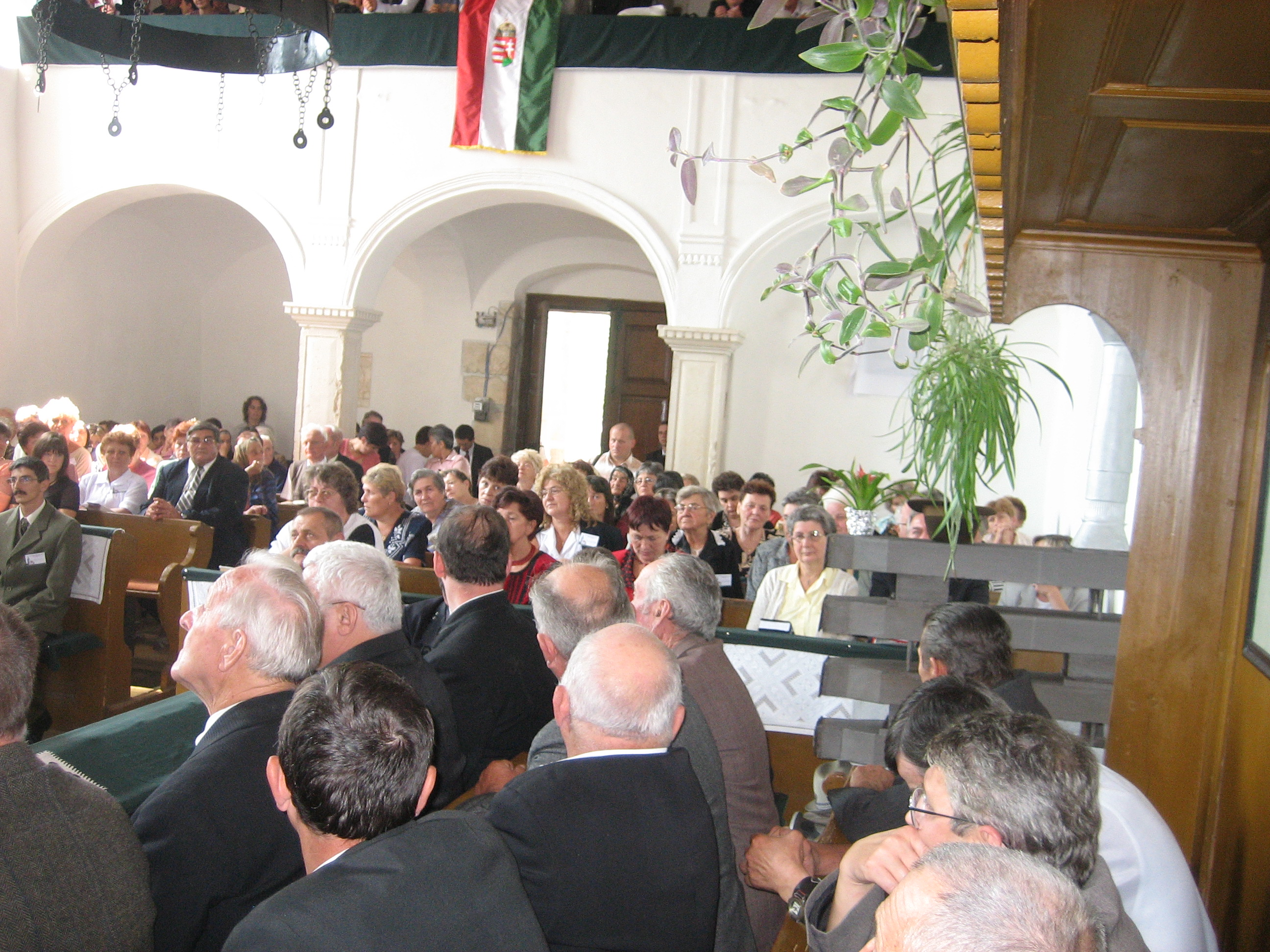
Aranyosgerend: református istentisztelet

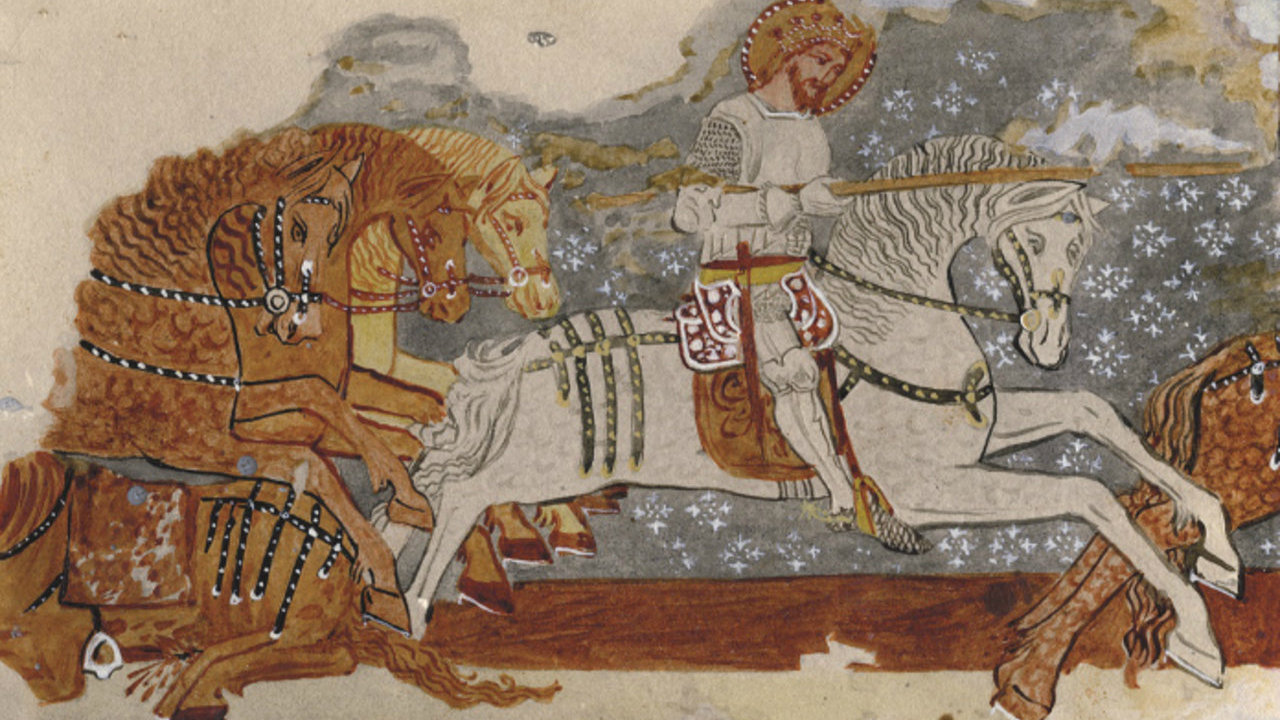
Székelyderzs: freskórészlet (világörökség!)

- Bábony Kós Károly tervei alapján 1935-ben felújított templom a régi templom festett kazettás mennyezetével (18. század)
- bánffyhunyadi templom: a 13. században épült református templom festett kazettás mennyezettel
- Bogártelke 16. századi református temploma, festett kazettás mennyezettel
- Farnasi gótikus templom, festett kazettás mennyezettel és szószékkel
- gyerővásárhelyi református templom: az új építésű templomban a régi templomból való a 16. századi Gyerőfy-címeres sírkő, festett mennyezet (1752)
- jákótelki templom: gótikus stílusú református templom
- Kajántó: római katolikus temploma a 12. századból
- kalotadámosi templom: 13. századi, fazsindelyes református templom festett kazettás mennyezettel
- kalotaszentkirályi templom: 13. századi református templom
- Ketesd Kós Károly tervei szerint átépített 13. századi templom festett kazettás mennyezettel
- körösfői templom: református templom festett kazettás mennyezettel
- magyarbikali templom: református temploma (1402) festett kazettás mennyezettel
- Magyarfenes: 13. századi templomában 14. századi freskók
- magyargyerőmonostori templom: Kalotaszeg legrégibb temploma
- Magyarkiskapus: 13. századi református templom festett kazettás mennyezettel
- magyarvalkói templom: román kori templom festett kazettás mennyezettel
- magyarvistai templom: 13. századi református templom festett kazettás mennyezettel
- Magyarzsombor 15. századi református temploma festett kazettás mennyezettel, faragott szószékkel
- Méra: 13. századi református templom
- Nádasdaróc 14. századi református temploma, festett kazettás mennyezettel
- Nagypetri 13. századi református temploma festett kazettás mennyezettel
- Nyárszói református templom
- Szászfenes: 14. századi gótikus stílusú római katolikus templom
- Türe: református templom

Mezőség
- Dés: gótikus református templom
- Szék: református templom
- Mezőcsávás: a református templom haranglába

Aranyosszék
- aranyosgerendi református templom
- aranyosgyéresi református templom
- aranyosegerbegyi református templom

Székelyföld
- Marosvásárhely: református vártemplom, Keresztelő Szent János-templom
- Székelyudvarhely: Szent Miklós templom, Ferences templom („Barátok temploma”)
- Csíkszereda: Új katolikus plébániatemplom (Makovecz Imre tervezte), Csíksomlyói kegytemplom és kolostor
- Barót: Katolikus erődtemplom
- Bibarcfalva: gótikus református templom
- Bögöz: Nevezetessége a 14. században épült református templom kazettás famennyezettel.
- Bölön: unitárius erődtemplom
- Dálnok: református templom
- Egrestő: középkori református templom harangtoronnyal
- Énlaka: unitárius templom 17. századi kazettás mennyezettel és rovásírásos emlékkel
- Erdőszentgyörgy: gótikus református templom kazettás mennyezettel és reneszánsz szószékkel
- Gelence: Szent Imre templom 14. századi freskókkal, 17. századi reneszánsz kazettás mennyezettel
- Gyulakuta: gótikus, kazettás mennyezetes református templom
- Kézdiszentlélek: katolikus erődtemplom
- Marosludas: Református és római katolikus templomok
- Nagyajta: Unitárius templomerőd
- Radnót: református templom
- Székelyderzs: unitárius erődtemplom (világörökség)
- Szentdemeter: gótikus katolikus templom

Dél-Erdély
- Gyulafehérvár: érseki székesegyház
- Fogaras: Református templom
- Kerc: 13. századi cisztercita apátság romjai
- Küküllővár: református templom
- Marosszentimre: református templom
- Szászváros: 15. századi református templom
- Őraljaboldogfalva: 13. századi református templom

Partium és Bánság

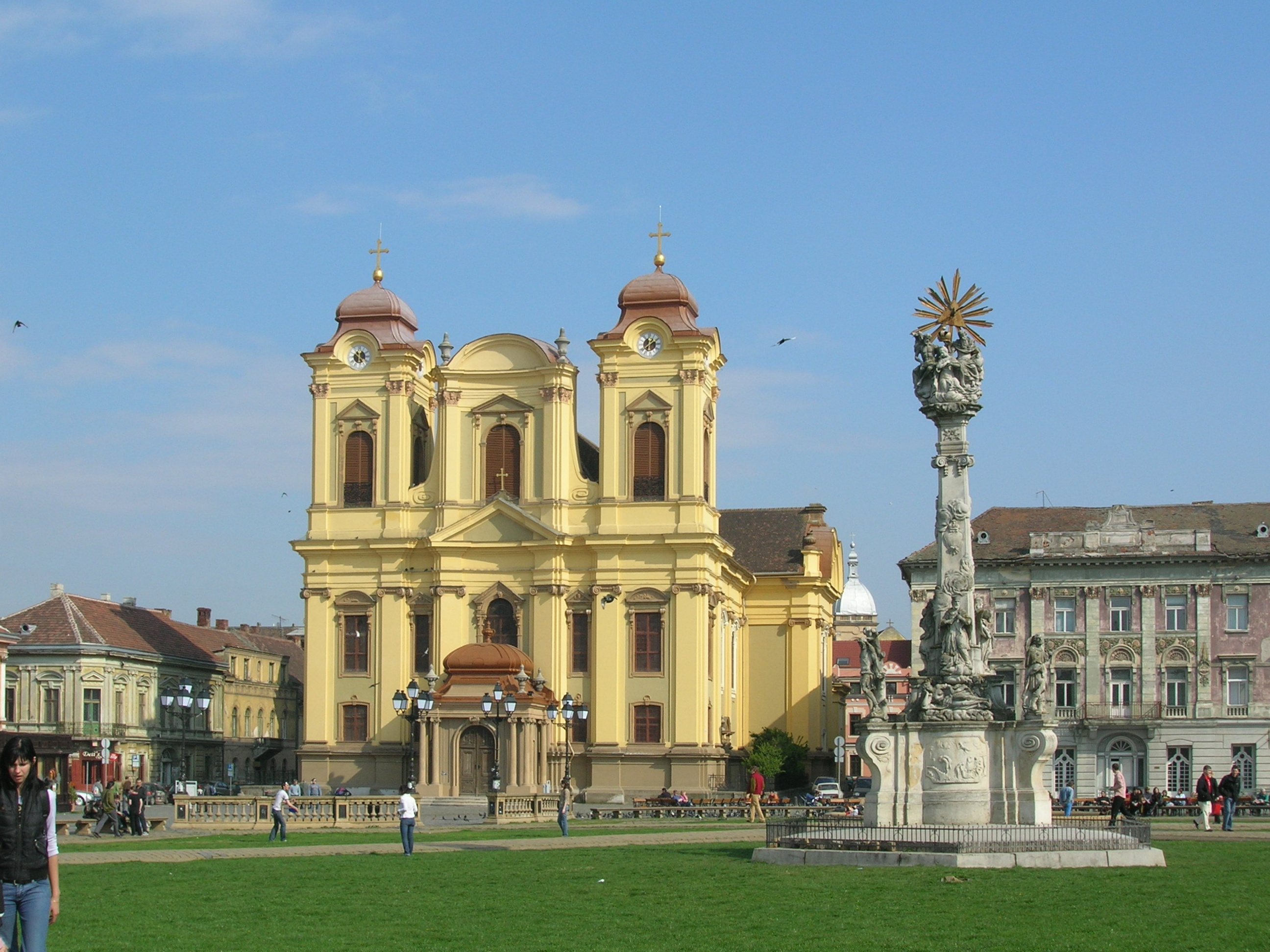
Temesvár: Szent György székesegyház

- Nagyvárad: Szent László templom, püspöki székesegyház
- Temesvár: katolikus dóm
- Ákos: román stílusú református templom
- Albis: román stílusú református templom
- Bihardiószeg: református templom
- Kaplony: Ybl Miklós által tervezett katolikus templom
- Kovászi: gótikus templomrom
- Magyarremete: román stílusú templom Szent László freskókkal
- Mezőtelegd: gótikus református templom középkori freskókkal
- Nagybánya: református templom
- Szatmárnémeti: Református Láncos Templom
- Szalárd: gótikus református templom 15. századi freskókkal
- Tamáshida: román stílusú templom romjai

Csángóföld (Moldva)
- Pusztina: katolikus templom

### Várak, erődök

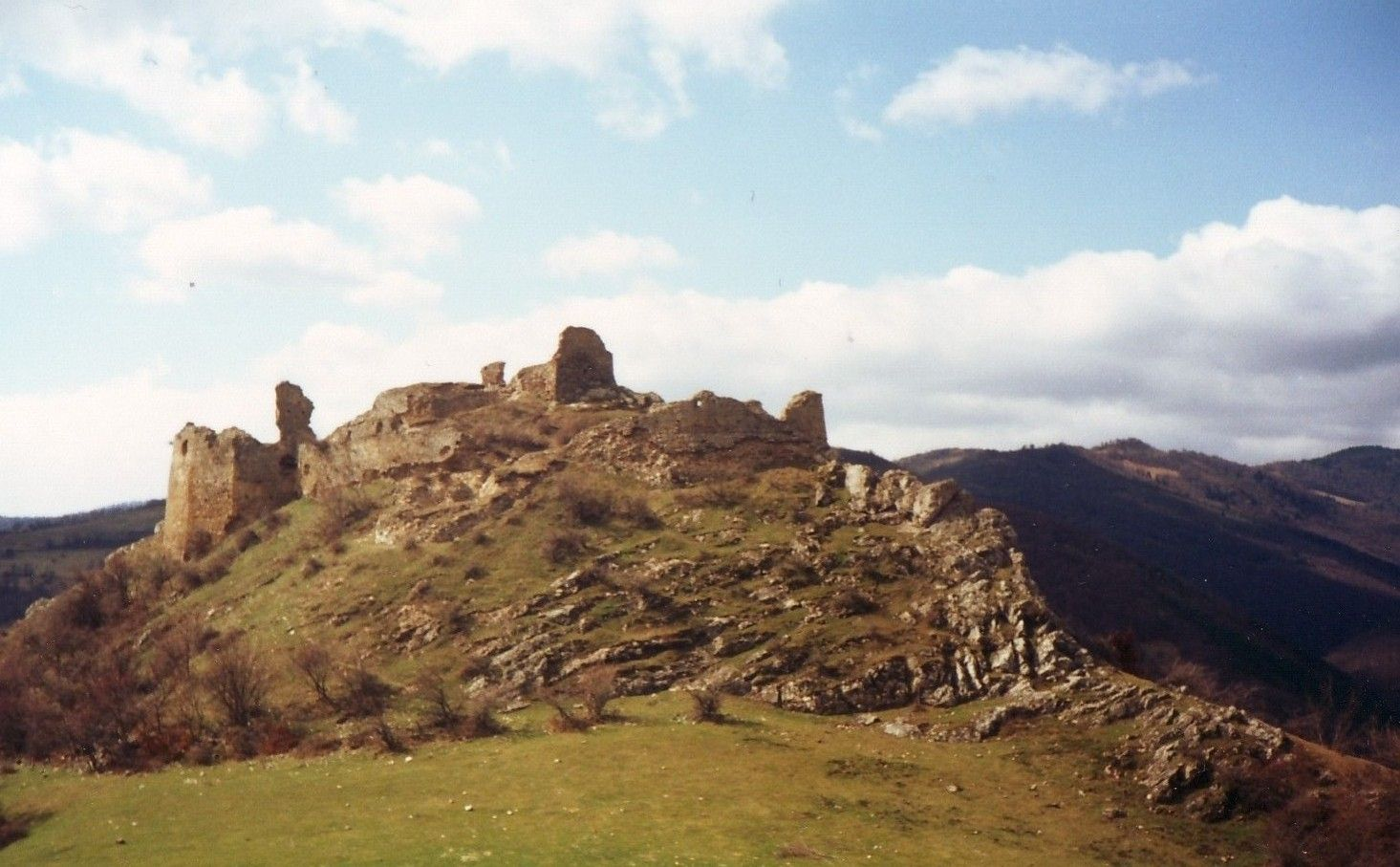
Léta vára (Kalotaszeg)

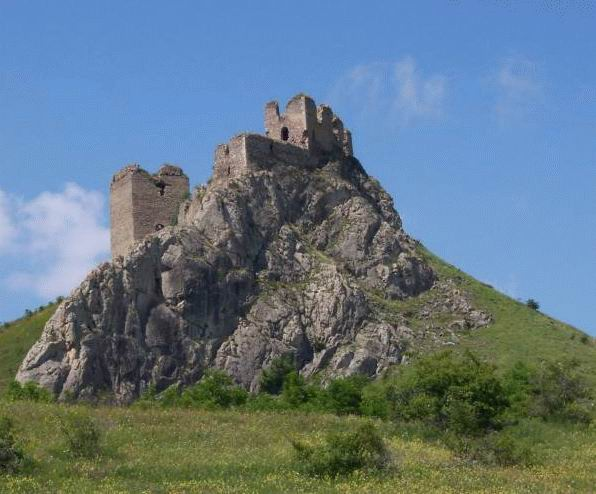
A torockószentgyörgyi vár

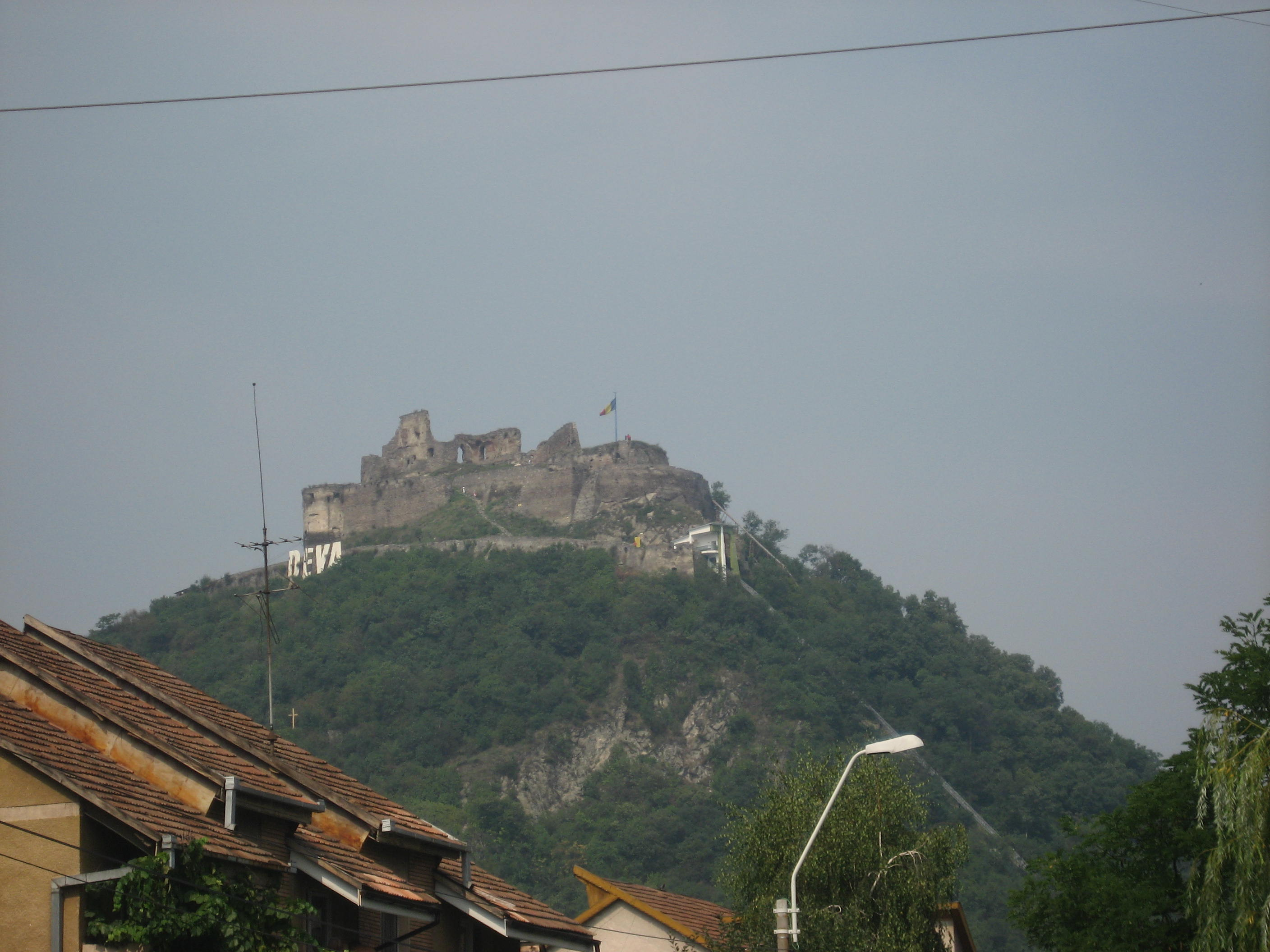
Déva vára

- Kalotaszegi várak: Sebesvár vára, Almási vár, Egeres vára, Léta vára, Gyalui vár
- Kolozsvár: Szabók bástyája, Fellegvár
- Marosvásárhelyi vár (benne várostörténeti kiállítás)
- Székelyudvarhely: Székelytámad-vár
- Gyimesbükk: a Rákóczi-vár romjai
- Csíkszereda: Mikó vár
- Segesvár történelmi központja (segesvári vár)
- Szászkézd: a szászkézdi vár romjai
- Fogarasi vár
- Gyulafehérvári vár
- Déva vára
- Vajdahunyad vára - a Kárpát-medence legnagyobb várkastélya
- Torockószentgyörgy várromja
- Nagyváradi vár
- Világos várromja
- Solymosvár várromja
- Várasfenes: Bélavár romjai

### Kastélyok
- Bethlen: Bethlen-kastélyok
- Bonchida: Bánffy-kastély
- aranyosgerendi kastély

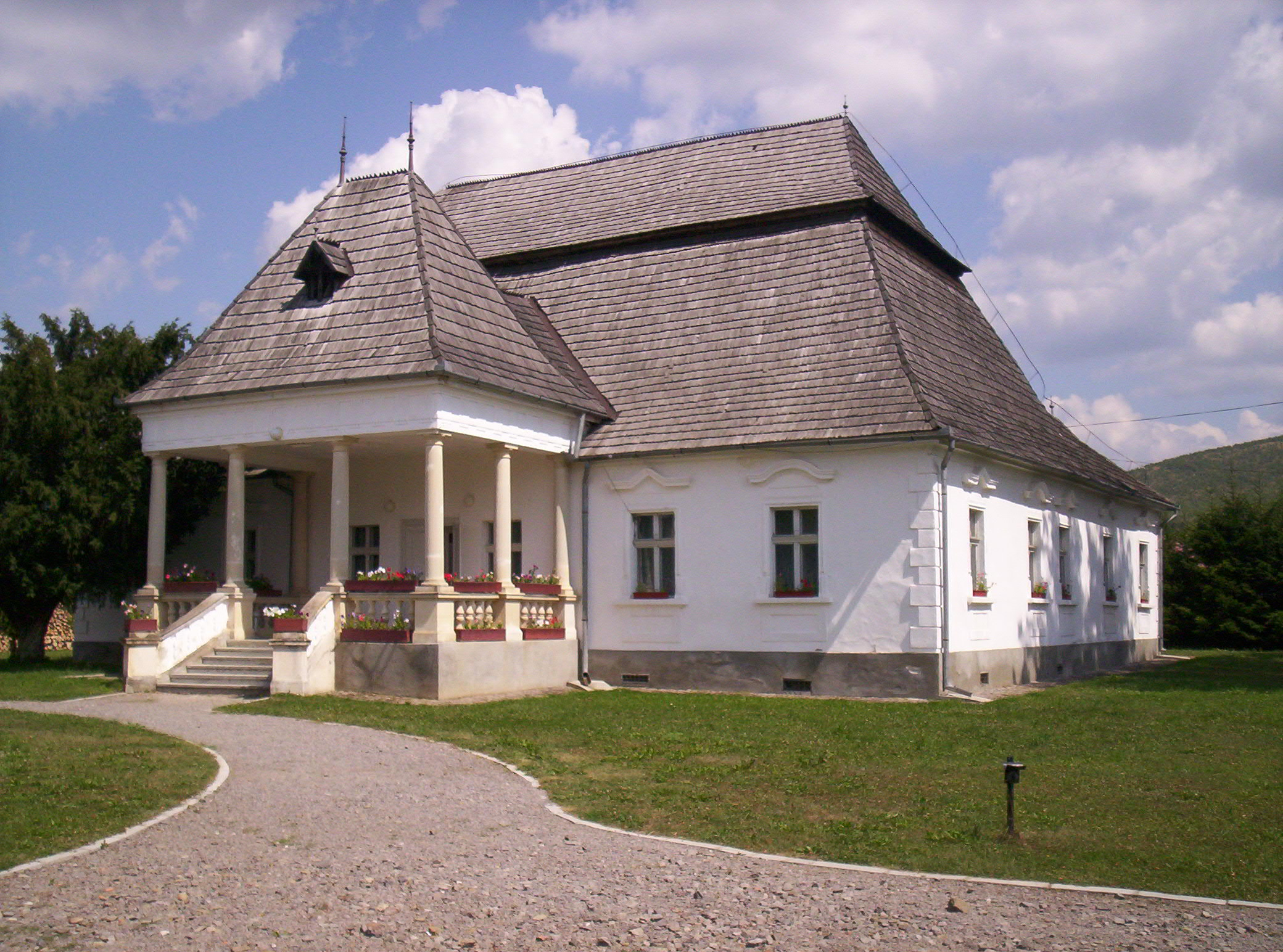
A zágoni Mikes–Szentkereszty-kúria

- Radnót: Kornis-Rákóczi-Bethlen-kastély
- Marosvécs: Teleki-kastély
- Erdőszentgyörgy: Rhédey-kastély
- Gyergyószárhegy: Lázár-kastély
- Dálnok: Berczási-kúria és arborétum
- Torja: Apor-kastély
- Zágon: Mikes–Szentkereszty-kúria
- Keresd: Bethlen-kastély
- Küküllővár: Bethlen-kastély
- Koltó: Teleki-kastély és múzeum
- Nagykároly: Károlyi-kastély
- Zsibó: Wesselényi-kastély és arborétum

### Köztéri szobrok és emlékművek, temetők
Szobrok, emlékművek

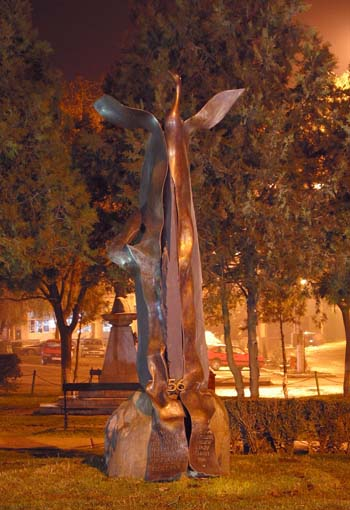
Érmihályfalva – 1956-os emlékmű

- Kolozsvár: Mátyás király emlékműve, Fadrusz János műve, az egyik legszebb magyar lovasszobor, a Kolozsvári testvérek Szent György lovasszobrának másolata
- Marosvásárhely: Székely vértanúk, Bernády György polgármester, a Bolyaiak szobra, Borsos Tamás városbíró és Kőrösi Csoma Sándor, II. Rákóczi Ferenc, Petőfi Sándor szobrai.
- Székelyszentistván: Szent István király mellszobra
- Szászrégen: Márton Áron püspök szobra
- Székelyudvarhely: Tamási Áron, Benedek Elek, Márton Áron, a székely katona („Vasszékely”) szobra. Az Emlékparkban Csaba királyfi, a nagy erdélyi fejedelmek, valamint Orbán Balázs szobra láthatók.
- Csíkszereda: Domokos Pál Péter szobra
- Sepsiszentgyörgy: 1848-as oroszlános emlékmű
- Kézdivásárhely: Gábor Áron szobra, Márton Áron püspök szobra
- Torja: emlékpark Apor Péter szobrával, valamint Szörcsey Elek és Ábrahám Árpád 1956-os mártírok emlékművével
- Bereck: Gábor Áron szobra
- Gelence: Márton Áron mellszobra
  - Madéfalva: a madéfalvi veszedelem emlékműve
  - Barcaföldvár: az 1944-es haláltábor emlékműve
- Fehéregyháza: Petőfi Sándor és Bem József szobra
- Apáca: Apáczai Csere János szobra, Bartalis János kopjafája
- Bólya: Bolyai János szobra
- Koltó: Teleki-kastély és múzeum, Petőfi Sándor és Szendrey Júlia szobra
- Máramarossziget: Leövey Klára emlékoszlopa és sírja
- Nagykároly: Petőfi-szobor, Kaffka Margit szobra
- Sződemeter: Kölcsey Ferenc szobra
- Zilah: Wesselényi Miklós szobra (Fadrusz János alkotása)
- Nagyvárad: Szent László szobor, Szigligeti Ede szobra
- Nagyszalonta: Kossuth Lajos szobra
- Érmihályfalva: Bocskai István mellszobra, a XX. század hőseinek és áldozatainak emlékműve, az 1956-os "Érmihályfalvi csoport" emlékműve
- Bihardiószeg: Kossuth-szobor, Bocskai-szobor
- Hegyközszentimre: Szent Imre szobor a szent halálának feltételezett helyén
- Arad: Szabadság-szobor, az aradi vértanúk emlékműve

Temetők
- Házsongárdi temető
- Marosvásárhelyi református temető
- Apáca, Erdőfüle, Vargyas : kopjafás temető

### Fesztiválok, kulturális és vallási események
- húsvét:

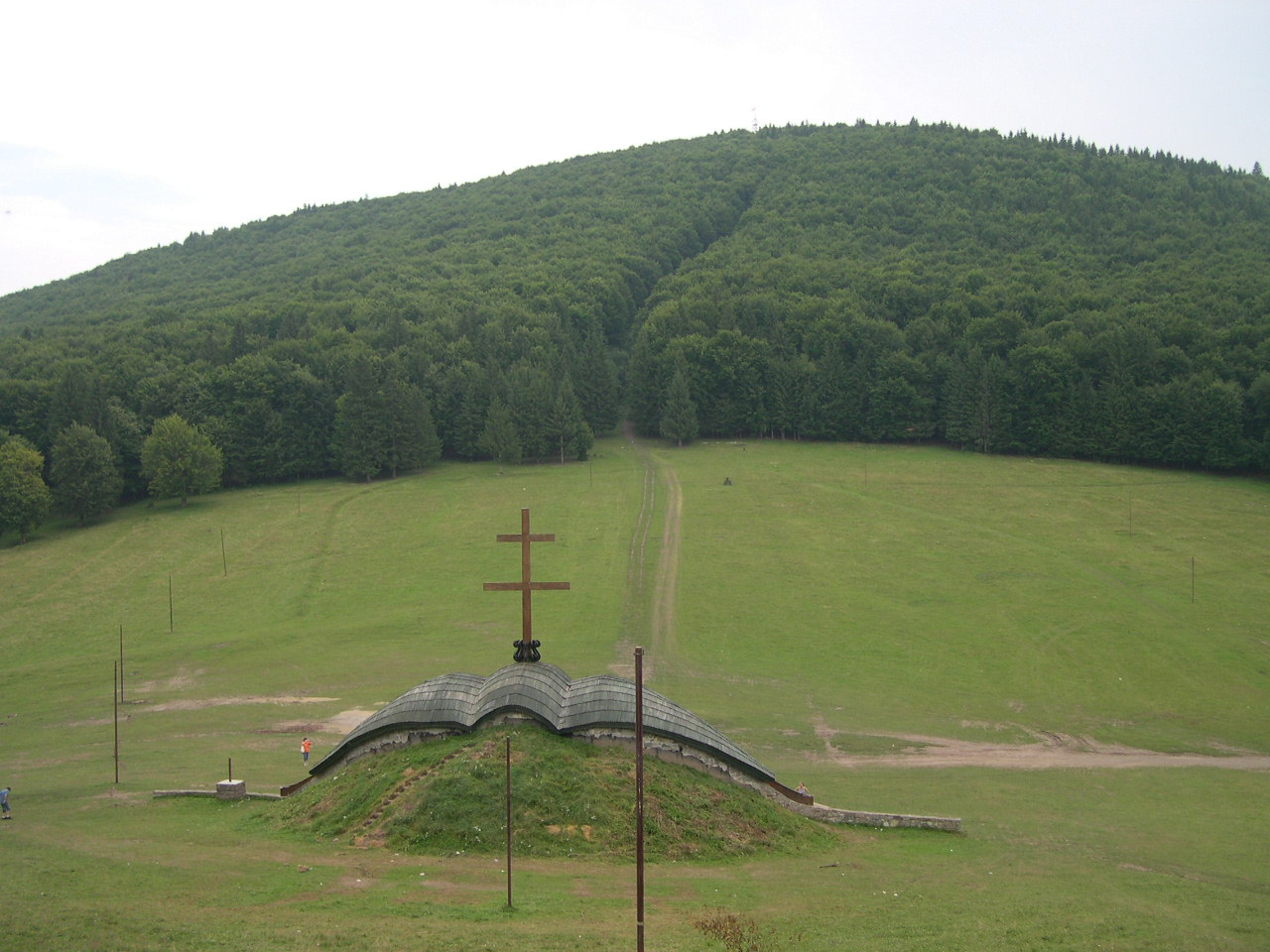
Szabadtéri oltár a csíksomlyói búcsú helyszínén

  - Apáca: nyílpuskás kakaslövés (kakasos céltáblákra)
- április
  - Szent György Napok, Sepsiszentgyörgy április utolsó hetében - szabadtéri programok, koncertek, kiállítások
- május:
  - Festum Varadinum, Nagyvárad május eleje - körmenet, kirakodóvásár, koncertek
  - Marosvásárhelyi Zenei Napok - klasszikuszenei koncertek, balett, dzsessz esténként a Kultúrpalota nagytermében
  - Szentegyháza - nárciszfesztivál
- pünkösd: Csíksomlyói búcsú, Csíkszereda
- június:
  - Marosvásárhelyi Napok, marosvásárhelyi vár - színházi előadások, komoly- és könnyűzenei koncertek, utolsó este tűzijáték
  - Szejke Nap, Székelyudvarhely - minden év június utolsó hétvégéjén, néptánc- és népviselet-bemutatók, hagyományos népi felvonulás
- július:
  - Ezer Székely Leány találkozó, Csíkszereda
  - VIBE Fesztivál, Marosvásárhely (koncertek, sportesemények)
  - Szépkenyerűszentmártoni falunapok helybeli és környékbeli hagyományőrzők és tánccsoportok részvételével
  - Gyimesközéplok: Gyimesi Tánctábor július utolsó hetében
- augusztus:
  - Nemzetközi kalotaszegi népzene- és néptánctábor, Kalotaszentkirály augusztus első hete. A legrégebbi és legnagyobb létszámmal működő ilyen rendezvény Erdélyben.
  - Somoskai faluhét moldvai csángó népzenei-néptáncos táborral augusztus első hetében
  - Nemzetközi mezőségi népzene- és néptánctábor, Válaszút (Kallós-kúria)
  - Szentdemeter: augusztus 15. szentdemeteri búcsú
  - Kézdiszentlélek: augusztus 20-i Szent István-napi búcsú
  - Széki napok, augusztus utolsó előtti hete: tánc és zene-tanítás, kézműves foglalkozások, táncház, kiállítások - a rendezvény idején van Szék legnagyobb ünnepe, a Szent Bertalan-nap (augusztus 24.)
- december:
  - Musica Sacra Fesztivál, Marosvásárhely - klasszikus zenei koncertek a város templomaiban

## Külső hivatkozások
- Erdélyi várak